# Rue Judaïque
La rue Judaïque est une voie de la commune française de Bordeaux.

## Situation et accès

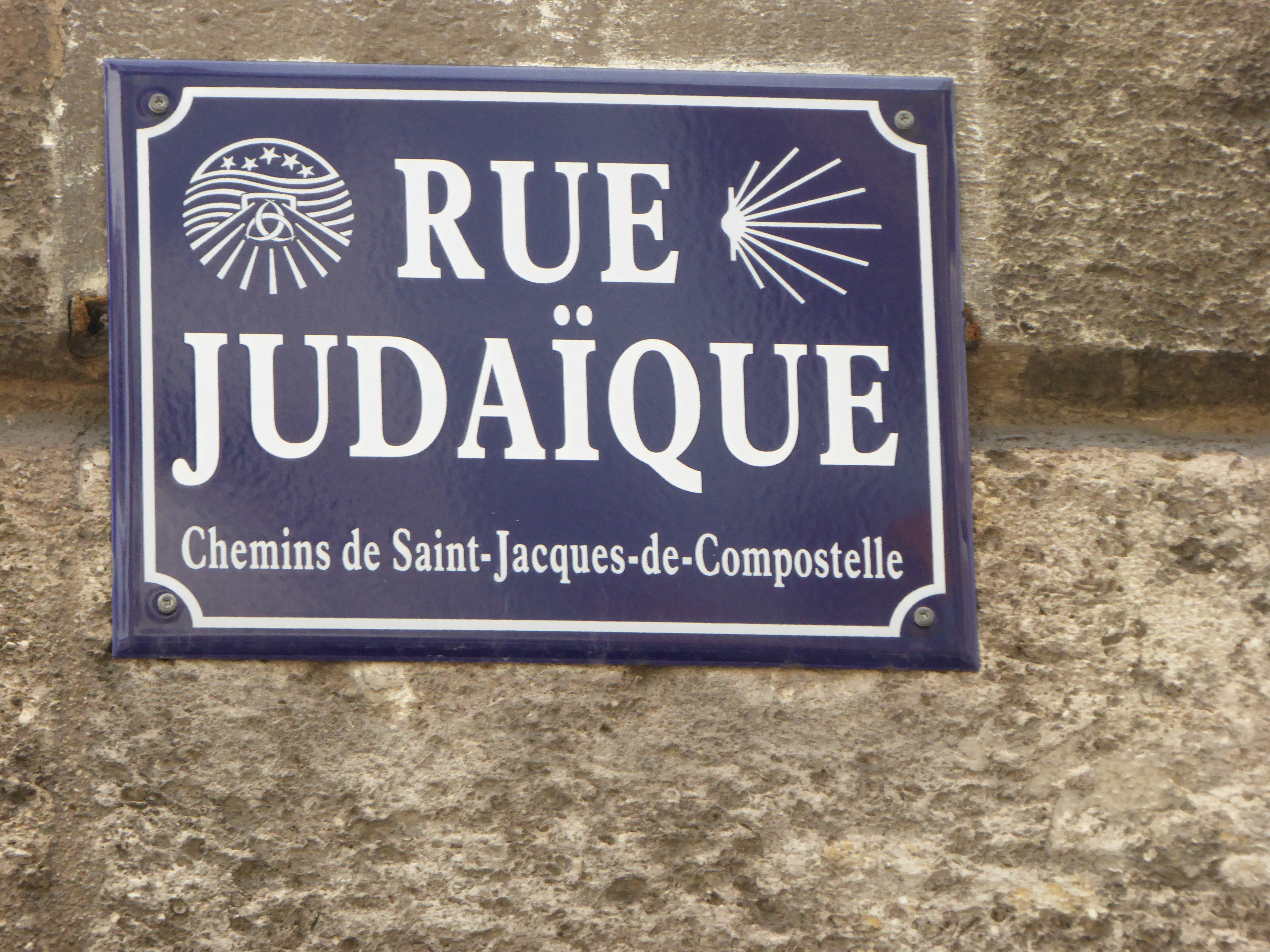
Plaque de la rue Judaïque.

La rue Judaïque est l'une des principales artères de Bordeaux. Elle s'étire en ligne droite d'est en ouest sur 1 400 m dans le prolongement des cours du Chapeau-Rouge et de l'Intendance, et permet de relier le centre-ville aux boulevards.
La circulation y est intégralement en sens unique de la place Gambetta vers les boulevards depuis 1961 et en double-sens cyclable entre les boulevards et la rue Chevalier depuis avril 2015, et jusqu'à la place Tartas depuis mars 2021.
Du 26 août au 4 novembre 2024, Bordeaux Métropole organise une consultation préalable à l'aménagement de la ligne 11 du Réseau Vélo Express (ReVE) qui prévoit notamment le réagencement de la rue Judaïque.

## Origine du nom
La rue tire son nom du mont Judaïque qui lui-même tire son nom du quartier juif qui s'était développé au Moyen Âge autour du prieuré de Saint-Martin. La communauté juive s'installa autour de ce prieuré car celui-ci les autorisait au XIIIe siècle à être inhumés en son cimetière,,.
Jusqu'au XVIIe siècle la rue Judaïque, ou plutôt le chemin rural qu'elle était, n'a pas eu de désignation particulière, prenant le nom des établissements religieux qu'il desservait : rue par laquelle on va de la Recluse vers Saint-Seurin (1383), chemin commun qui part de la Recluse et va vers le prieuré de Saint-Martin du mont Judaïque (1446), rue Judaïque par laquelle on va à Saint-Seurin (1494), chemin par lequel on va de Porte-Dijaux devers l'esglise Sainct-Seurin (1517), rue qui va de la croix de l'Épine à Saint-Seurin (1683),,.
Au XVIIe siècle la rue est appelée grande rue Saint-Seurin et inclut le chemin qui oblique au nord vers la basilique Saint-Seurin. Celui-ci deviendra les allées Damour puis l'actuelle Place des Martyrs-de-la-Résistance.
Au XVIIIe siècle la rue prend le nom de rue Judaïque-Saint-Seurin. Elle est brièvement renommée rue de la Délivrance pendant la Première République (1793-1801) car le comité de la section Francklin, qui revendique avoir délivré Bordeaux de l'influence du fédéralisme, s'est installé dans la Maison Nationale au no 15,,,.
En 1859, lors du dernier prolongement de la rue Judaïque vers l'ouest, la nouvelle portion entre la rue Pierre et les boulevards est nommée cours d'Haussez, d'après le baron et ancien préfet de la Gironde du même nom, puis cours de l'Impératrice,.
C'est en 1870, à la chute du Second Empire, que la totalité de la rue telle que nous la connaissons aujourd'hui prend le nom de rue Judaïque.

## Historique

### Époque romaine
- : voies romaines
- : sites archéologiques

Le début de la rue, entre les actuelles Place Gambetta et rue du Château-d'Eau, date de la Rome antique (Ier siècle) et dessert un « ensemble monumental public », qui pourrait correspondre au forum de Burdigala, ainsi qu'un petit temple appelé fanum. Ce tronçon se situe à l'extrémité ouest du decumanus qui est aujourd'hui repris par les cours du Chapeau Rouge et de l'Intendance.
Le quartier est alors prospère et en plein essor, paré  d'élégantes villas, de grands édifices publics et d'abords somptueux. Malheureusement cet épanouissement est brutalement interrompu en 277 par l'invasion des Francs qui rasent entièrement la zone. « Ce fut un désastre complet ; hors le Palais Gallien, dont les gradins de bois furent brûlés et dont les murs portent d'ailleurs des traces d'incendie, de tous les monuments qui couvraient le plateau il ne resta plus que des ruines et des décombres ». Une fois l'invasion passée, la population apeurée fait construire des remparts pour protéger la ville et se replie derrière, au bord du fleuve. Le quartier est alors abandonné, devenant un faubourg isolé de Bordeaux, ce qu'il restera jusqu'au XVIIIe siècle.

### Moyen Âge

Plan vers 1450

Le début de la rue a gardé la même emprise et s'étire désormais entre l'hôpital Saint-Lazare et le prieuré de Saint-Martin. C'est un axe majeur de la foi chrétienne bordelaise, « véritable Via sacra », qui est régulièrement parcouru par les processions et les convois funéraires venant de, ou se dirigeant vers, la basilique de Saint-Seurin. Le chemin est bordé de chapelles et de croix, autant d'étapes pieuses pour les pèlerins se rendant à la basilique Saint-Seurin, qui bénéficiait alors d'une grande renommée et constituait une étape importante sur les chemins de Compostelle.
En effet, à partir du VIe siècle, un courant de piété et de foi se développe autour des basiliques de Saint-Martin et Saint-Seurin. Les légendes se forment autour de ces lieux de cultes et cette effervescence entraîne la naissance des bourgs de Saint-Martin et de Saint-Seurin, qui deviendront à terme le faubourg de Saint-Seurin, un organisme puissant et indépendant de la cité, situé hors l'enceinte de la ville de Bordeaux.
Le faubourg est à nouveau détruit lors des guerres de Religion, à la fin du XVIe siècle, et sa reconstruction lui fera perdre progressivement son aspect campagnard pour un aspect plus urbain. En effet, les parlementaires et les bourgeois de Bordeaux commencent à y acquérir des terres. « La rue Judaïque semble rebâtie à neuf : elle est devenue la grande rue Saint-Seurin ».

### De la fin duXVIIIesiècleà nos jours
Le plan du faubourg Saint-Seurin évolue fortement à la fin du XVIIIe siècle, à la suite de la volonté de la Jurade d'embellir le futur quartier et à l'accélération de la vente des biens ecclésiastiques. Dès 1772 des projets de modernisation flottent dans l'air mais ne seront codifiés que dix ans plus tard par une ordonnance du Conseil d'État du 7 juillet 1781 et le mémoire de l'intendant Dupré de Saint-Maur de 1782. Ces embellissements proposent notamment de faire rayonner la rue Judaïque, en continuation des fossés de l'Intendance, depuis la place Dauphine (actuelle place Gambetta) vers la campagne.
Le Conseil d'État approuve en principe le projet, mais le conditionne au bon vouloir des propriétaires pour morceler leurs terrains et reconstruire leurs maisons. Car à cette époque, la rue Judaïque bute encore, au niveau de la rue des Lauriers (actuelle rue du Château-d'Eau), contre les jardins de la propriété de Blaise-Antoine de Gascq, ancien premier président du Parlement de Bordeaux. Et, plus loin, son tracé oblige à traverser, et donc morceler, les propriétés privées du notaire Gérard Nauville (le domaine du Martouret), d'Honoré Legay, de Joseph Durand, et enfin des industriels Marie Brizard et Jean-Baptiste Roger (la maison noble de Pont-Long).
À ces difficultés s'ajoute enfin un violent conflit qui éclate entre les jurats et les chanoines de Saint-Seurin, également propriétaires de terrains à traverser (le parquet du chapitre et les dépendances du doyenné), et qui voient se confirmer l'affaiblissement de leur pouvoir politique au travers de ces dernières transactions foncières. Le Conseil d'État tranche finalement la discussion en 1787, donnant raison à la ville.
Ainsi donc, dès 1785 et à l'initiative de Marie Brizard et Jean-Baptiste Roger, les propriétaires obtiennent les autorisations nécessaires pour morceler leurs terrains et permettre le prolongement en ligne droite de la rue Judaïque entre la rue du Petit Pont-Long (actuelle rue Charles Marionneau) et la rue Chauffour,. Cependant, en l'an XI (1803), les travaux de prolongement de la rue Judaïque ne sont toujours pas exécutés et le commissaire de police Pierre Pierre reprend alors le sujet en ordonnant le jalonnement et le prolongement de la rue Judaïque. M. Ségalier acquiert les jardins du président Gascq, vendus par les héritiers du magistrat, et les jardins mitoyens du parquet de Saint-Seurin, qu'il morcelle en créant la rue Ségalier et la rue du Manège. La rue Judaïque est alors prolongée en 1819 jusqu'à la place Dutertre, au niveau du cimetière protestant,.
Quelques années plus tard, vers 1832 et la création de l'usine de gaz au no 200, la rue bénéficie de l'installation de l'éclairage public au gaz, puis vers 1860 de l'éclairage électrique.
La rue est alors prolongée une dernière fois en 1859 jusqu'au boulevard de Caudéran (actuel boulevard du président Wilson).

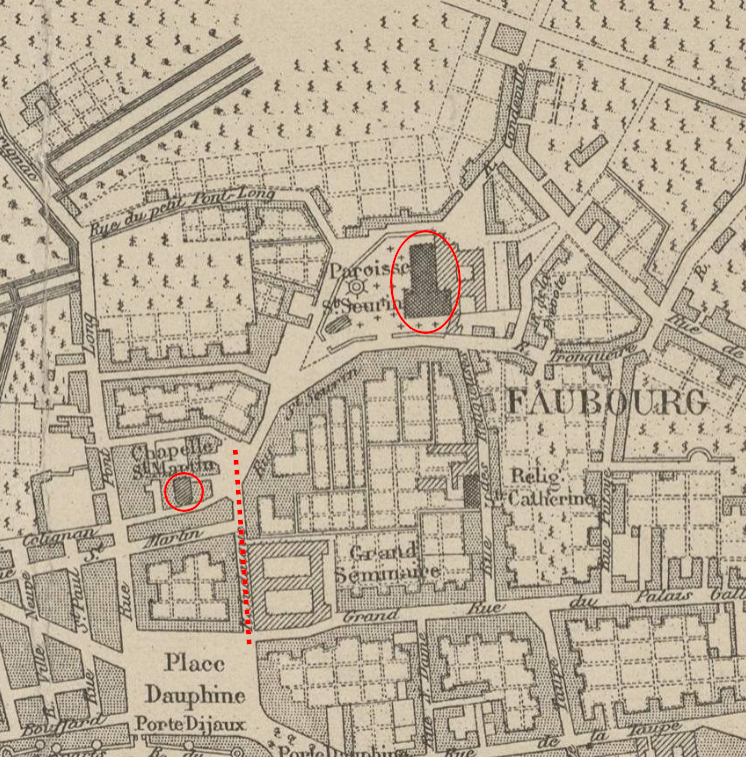
plan vers 1800
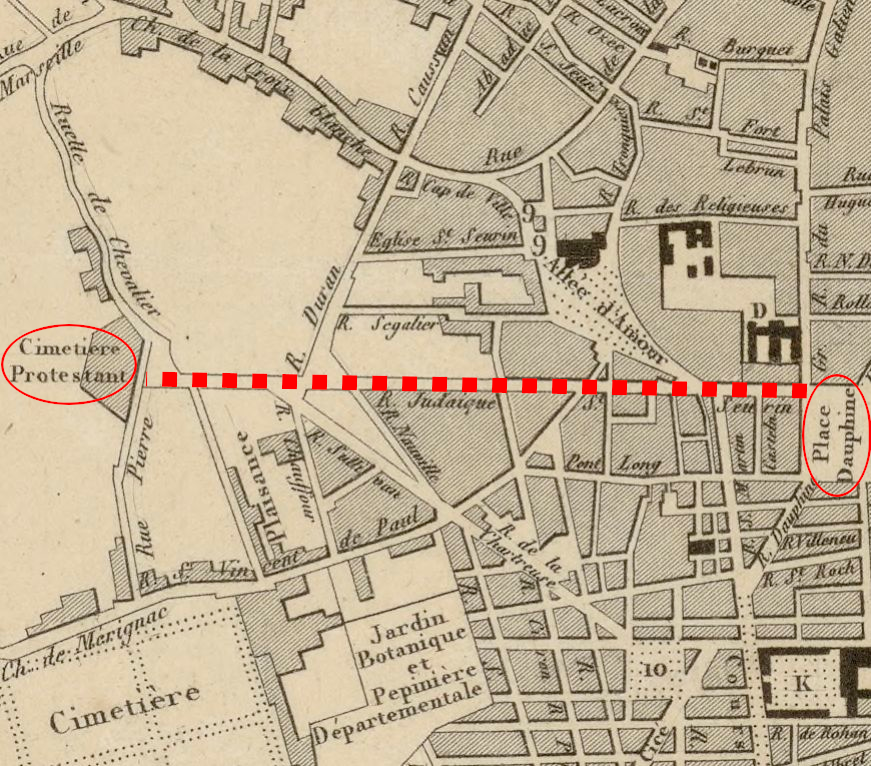
plan vers 1835
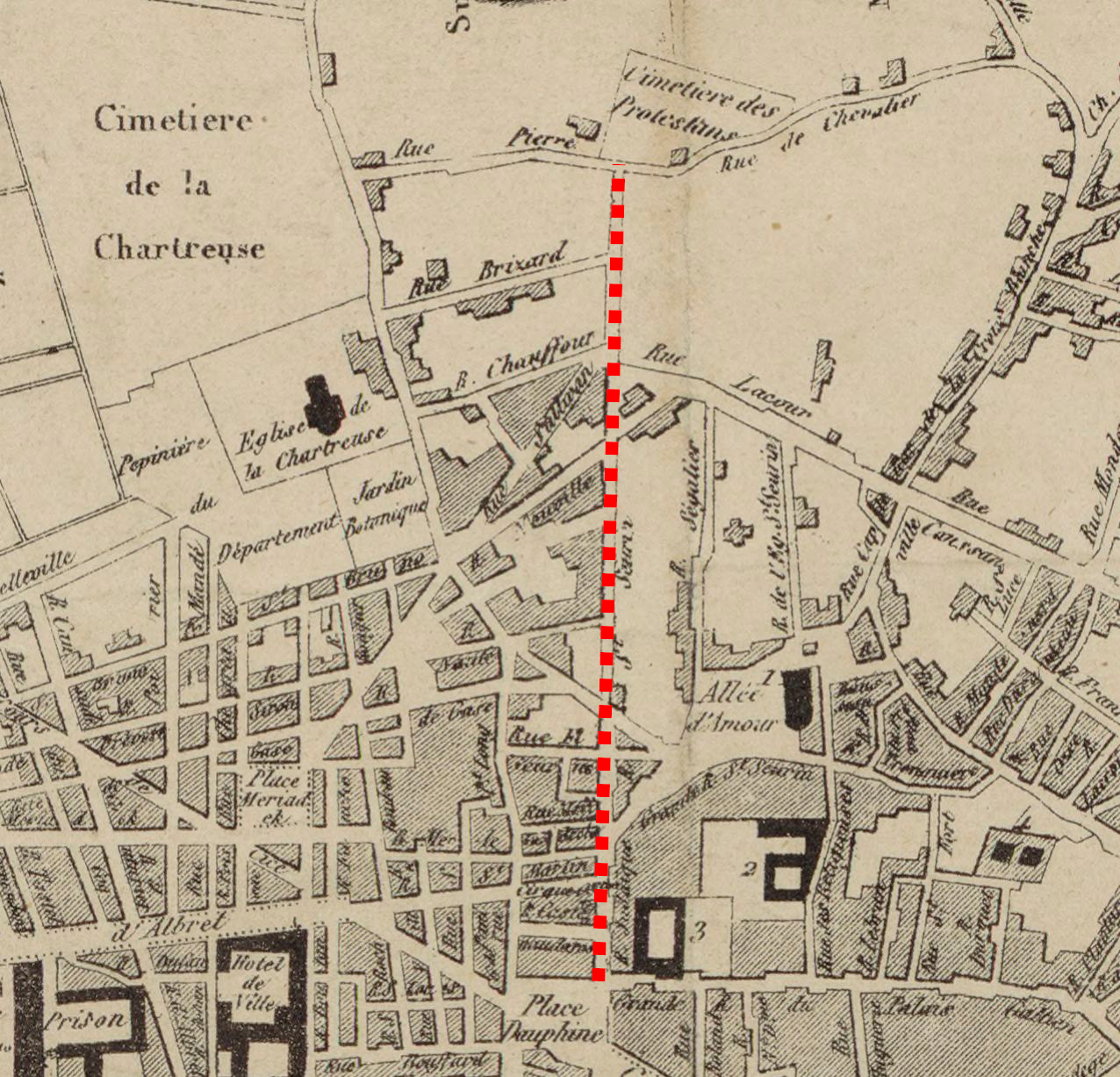
plan vers 1850
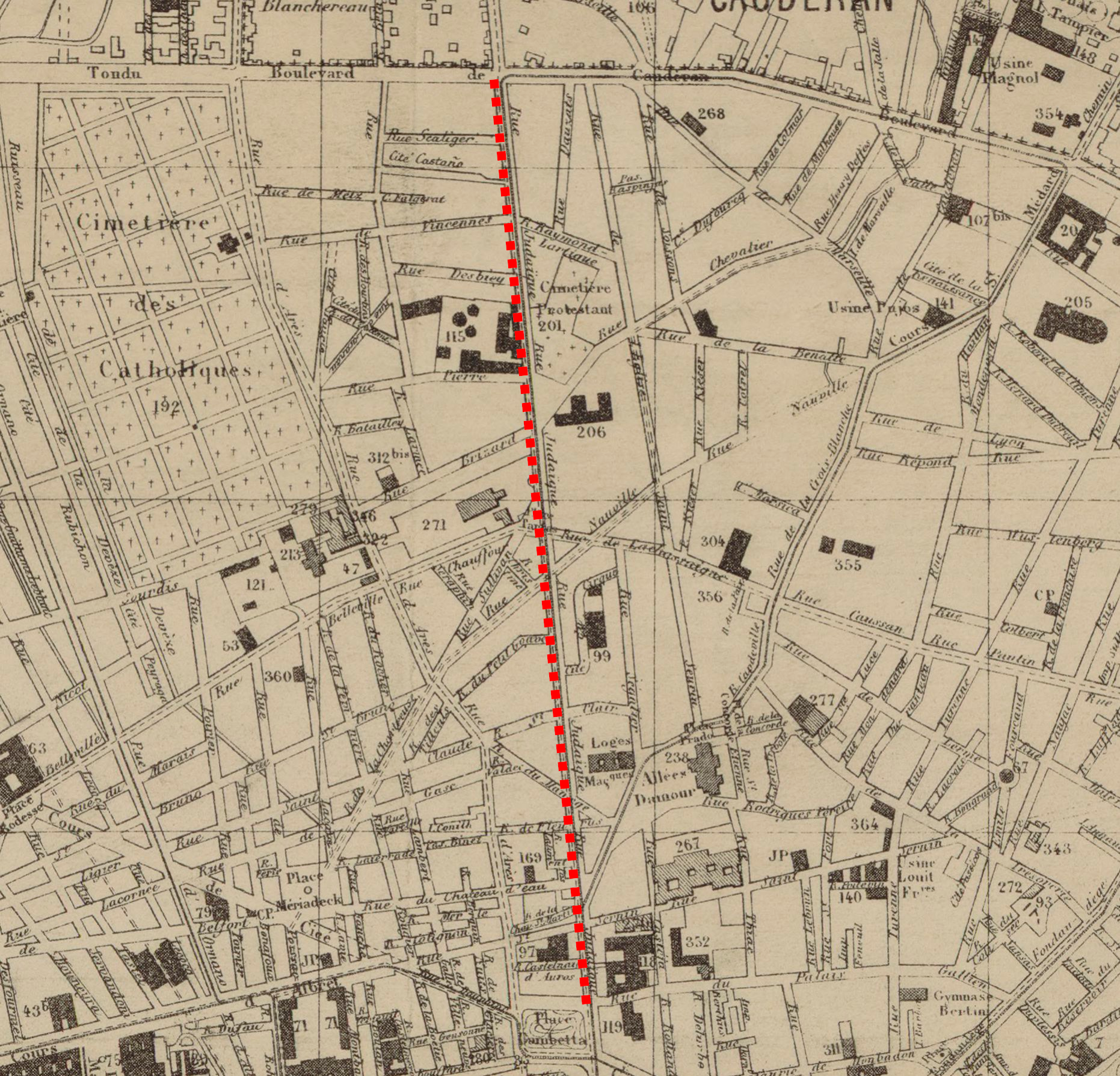
plan vers 1888

### Transports

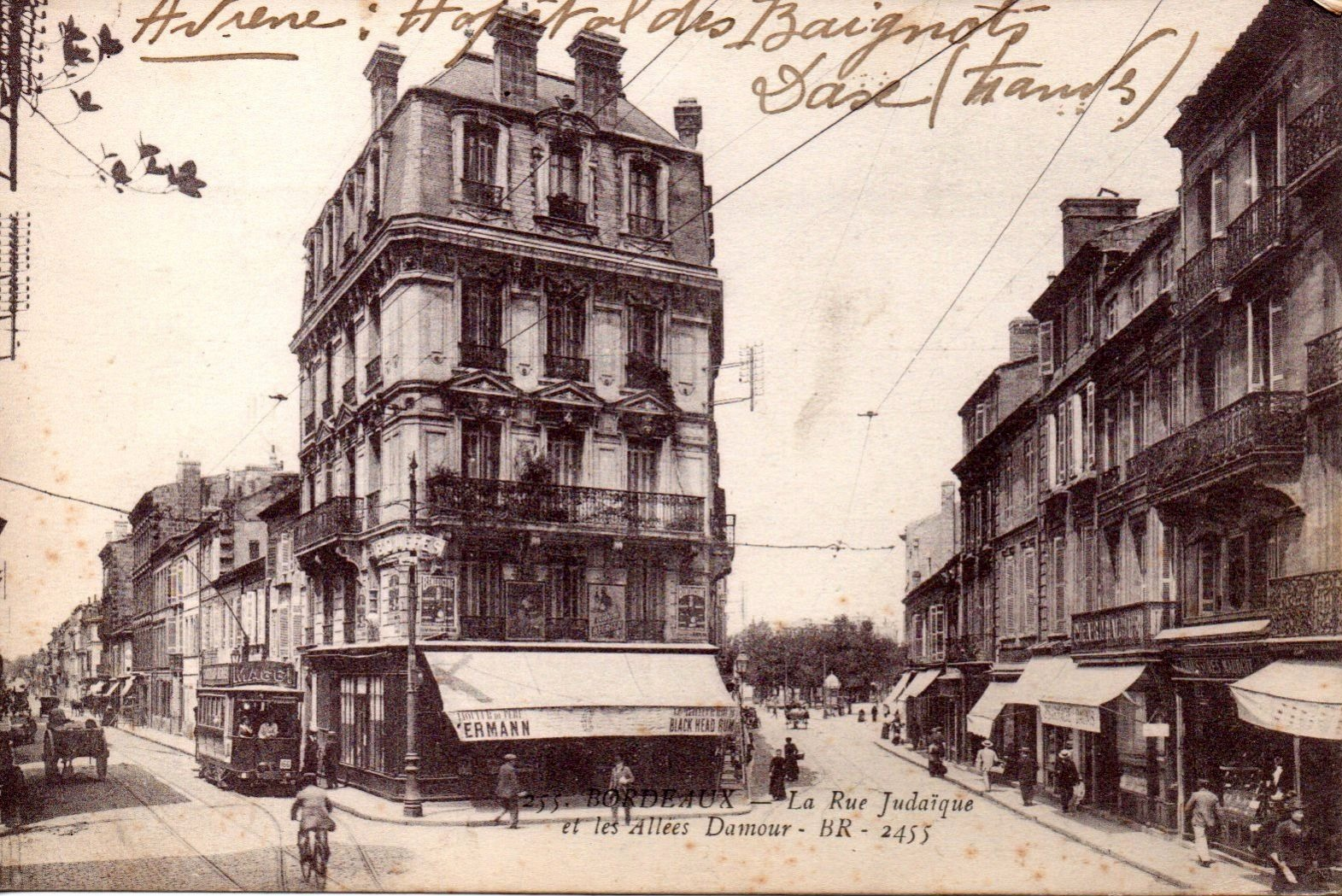
Tramway à l'angle de la place des Martyrs-de-la-Résistance vers 1910.

À partir de 1891 la rue est parcourue par la ligne T6 du tramway à chevaux. Elle relie la place Richelieu (actuelle place Jean Jaurès) au boulevard de Caudéran (actuel boulevard du président Wilson).
En 1905 la ligne de tramway est électrifiée et devient la ligne T17. Elle relie la place Jean Jaurès à la barrière Judaïque.
De 1948 à 1958 l'ensemble des lignes de tramway furent successivement fermées et remplacées par des autobus.
Aujourd'hui la rue Judaïque est parcourue par les lignes de bus nos 1+, 16 et 26 du réseau de Transports Bordeaux Métropole.

## Bâtiments remarquables et lieux de mémoire

### Auno2
La façade et les toitures de l'immeuble faisant l'angle avec la Place Gambetta sont inscrites au titre des monuments historiques.

### Auxnos4 à 21
L'ensemble cohérent d'immeubles de rapport constituant le début de la rue Judaïque a été réalisé par l'architecte et entrepreneur Étienne Laclotte,. Leur réalisation date des années 1780, juste après la création de la place Dauphine (actuelle place Gambetta).
Étienne Laclotte, en sa qualité d'architecte du chapitre canonial de Saint-Seurin, était dispensé d'impôt sur les terrains à bâtir qu'il possédait dans la censive de Saint-Seurin.

### Auno15

#### Grand Séminaire (1739-1792)
En 1722 les Lazaristes de Saint-Vincent de Paul font l'acquisition des terrains situés à l'angle des rues Judaïque et du Palais-Gallien. Le Grand Séminaire est inauguré partiellement en 1739 et les Lazaristes s'y installent vers 1747.
À l'origine en forme de T, le bâtiment comprend deux cours dont l'une est accessible par un passage situé au no 15 rue Judaïque ; et l'autre via l'entrée d'honneur, située au no 7 rue du Palais-Gallien qui permet d'accéder au grand cloître,,,.

#### Maison Nationale (1792-1795)
En 1792 le bâtiment est confisqué aux religieux et rebaptisé Maison Nationale. Il accueille plusieurs sections révolutionnaires et notamment la virulente section Francklin qui renommera brièvement la rue Judaïque rue de la Délivrance pendant la Première République. Lors de la Terreur, entre 1793 et 1794, le lieu devient la résidence des commissaires du peuple Tallien, Ysabeau, Beaudot et Chaudron-Rousseau, envoyés en mission à Bordeaux pour réprimer la révolte fédéraliste. Une prison est également installée au sous-sol où près de 5 000 contre-révolutionnaires seront incarcérés, dont 300 guillotinés sur la place Dauphine (actuelle place Gambetta) toute proche,,.

#### Fabrique de piques et d'affûts de canon et lieu d'accueil de colons (1795-1800)
Le bâtiment, dégradé par les révolutionnaires, devient brièvement une fabrique de piques et d’affûts de canon. Puis, en 1798, il devient le lieu d'hébergement des colons chassés de Guadeloupe et de Saint-Domingue par la révolte des esclaves africains ; et fuyant les tumultes de la Révolution haïtienne dirigée par Toussaint Louverture.

#### Hôtel des Monnaies (1800-1870)
Le bâtiment devient l'Hôtel des Monnaies par un arrêté de Napoléon Ier daté d'avril 1800. On y frappe pas moins de 280 millions de pièces en argent de cinq francs entre 1801 et 1870. L'énergie nécessaire pour faire tourner les machines au sous-sol est produite par dix-huit chevaux. L'établissement ferme en 1870.

#### Fabrique de timbres (1870-1888)
La poste se replie à Bordeaux lors du siège de Paris par les Prussiens. L’émission de timbres-poste est réalisée dans les sous-sol du bâtiment en 125 millions d’exemplaires. En octobre 1871 le célèbre timbre, Cérès bleu de 25 centimes, dit « émission de Bordeaux », sort des presses. Il deviendra l'un des plus recherchés des philatélistes.
En 1888, un scandale autour de la « disparition » de 12 tonnes de barres d’argent conduit à la fermeture de l’établissement. Le bâtiment reste vacant pendant près de 5 ans,,.

#### Hôtel des Postes (1893-2004)
La poste centrale de Bordeaux s'installe dans ces gigantesques locaux en 1893. Une partie de l’ancien cloître est démolie et une porte en pierre, semblable à la porte Dijeaux, est détruite. De nouveaux bâtiments sont édifiés dans les années 1930.
De 1971 à 2003 les services de la Poste quittent progressivement l'immeuble de la rue du Palais-Gallien pour les bâtiments du nouveau quartier Mériadeck.

#### Espace multi culturel et logements (2005-aujourd'hui)
L’immeuble est vendu en 2005 au Groupe Pichet qui restaure les 15 000 m2 en plus de 110 logements.
Le no 7 rue du Palais-Gallien est aujourd'hui occupé par un espace multi culturel appelé « la grande poste, espace improbable » qui propose un restaurant, des échoppes éphémères, ainsi qu'un lieu d'exposition et de spectacle.
Le no 15 rue Judaïque donne toujours accès à l'ancienne cour du séminaire, désormais cour d'un immeuble d'habitation.

### Auno20

#### Hôtel Castelnau-d'Auros (1780-1835)

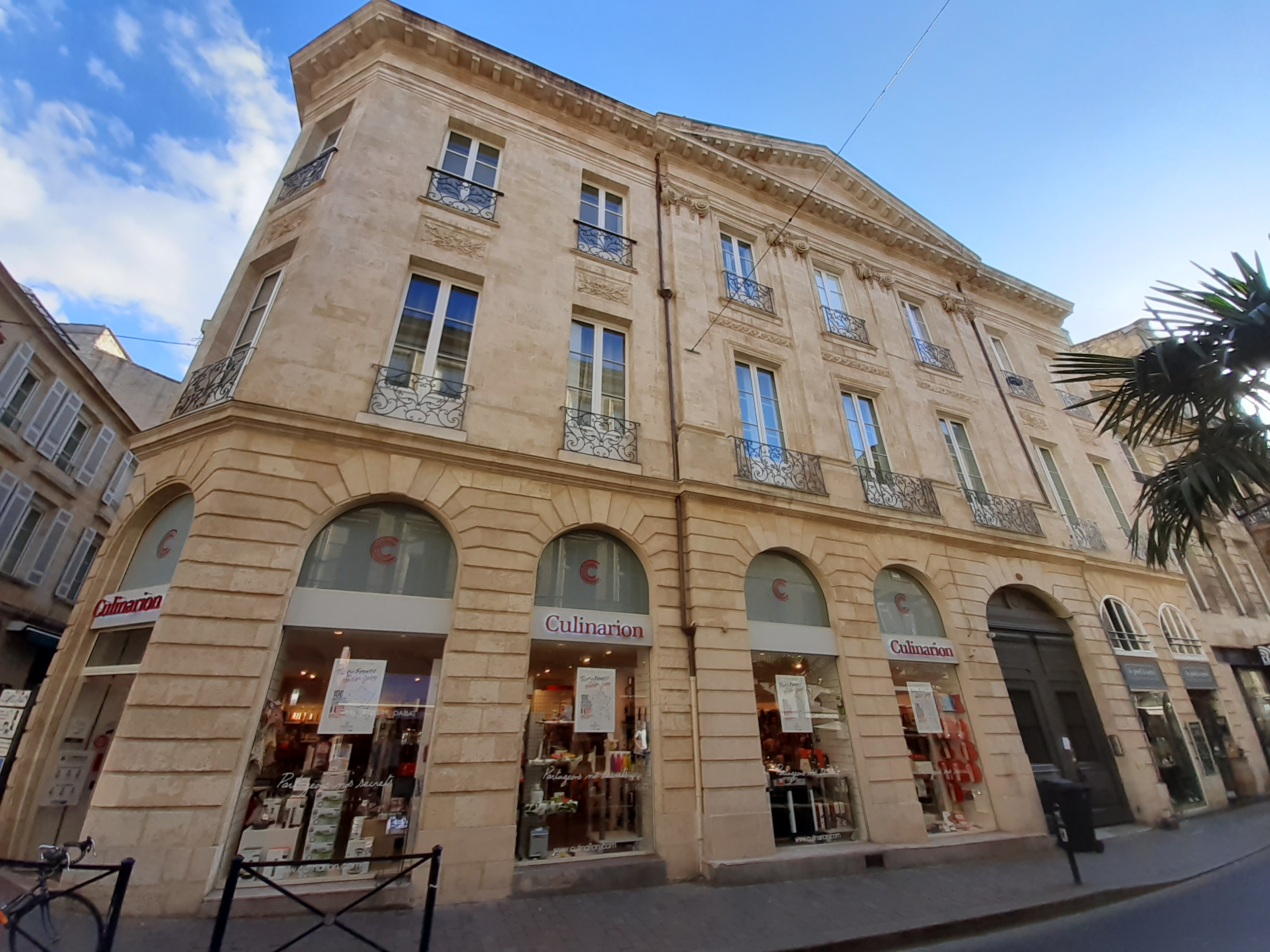
Façade du no 20 rue Judaïque.

L'hôtel de Castelnau d'Auros est un hôtel particulier situé au no 20 rue Judaïque. Il est réalisé en 1775 pour Pierre de Castelnau, baron d'Auros et conseiller au parlement de Bordeaux, par l'architecte et entrepreneur Étienne Laclotte. L'hôtel sera ensuite transformé en 1835 pour permettre la location des étages, l'aménagement des caves et des écuries, ainsi que la création de boutiques,.

#### Cirque-Olympique, Cirque français et Théâtre du Cirque  (1836-1865)
Le Manège Ségalier est transféré dans les jardins de l'hôtel de Castelnau d'Auros en 1836. Il prend les noms de Cirque-Olympique ou Cirque français, puis de Théâtre du Cirque,,. Les écuyers des cirques Franconi puis Rancy s'y produiront jusqu'en 1865.

#### Théâtre Louit, Théâtre des Bouffes bordelais, Folies Bergère, Théâtre des Arts (1867-1907)
Émile Louit - propriétaire du grand magasin Les folies Bordelaises, fondateur du Journal de Bordeaux et fils de l'industriel alimentaire Paul Louit - fait construire à cet emplacement le plus grand théâtre de province de l'époque. Le Théâtre Louit est inauguré le 1er septembre 1868, sous la direction de Robert Kemp. On y joue alors de l'opéra car sa vaste salle (2 800 places) ne convient pas à la comédie. L'artiste lyrique bordelaise Hortense Schneider y chantera notamment.
Au début de la IIIe République, en 1871, l'Assemblée nationale se réfugie au Grand Théâtre et la troupe de ce dernier s'installe brièvement au Théâtre Louit.
Le Théâtre Louit prend ensuite le nom de Folies Bergère en 1879 puis de Théâtre des Bouffes bordelais en 1883, avant de brûler en 1888. Les Bouffes-Bordelais renaîtront quelques années plus tard un peu plus loin, au no 97 rue Judaïque.

Le théâtre est reconstruit en 1889 et prend le nom de Théâtre des arts. On y programme de l’opérette, des matinées classiques et des concerts. Réalisé par l'architecte bordelais Eugène Gervais, l'édifice compte 1 400 places assises et on y accède désormais par deux nouvelles entrées dont les façades décorées sont toujours visibles aujourd'hui : l’une au no 9 rue Castelnau d’Auros, et l’autre au no 52 rue Saint-Sernin. 

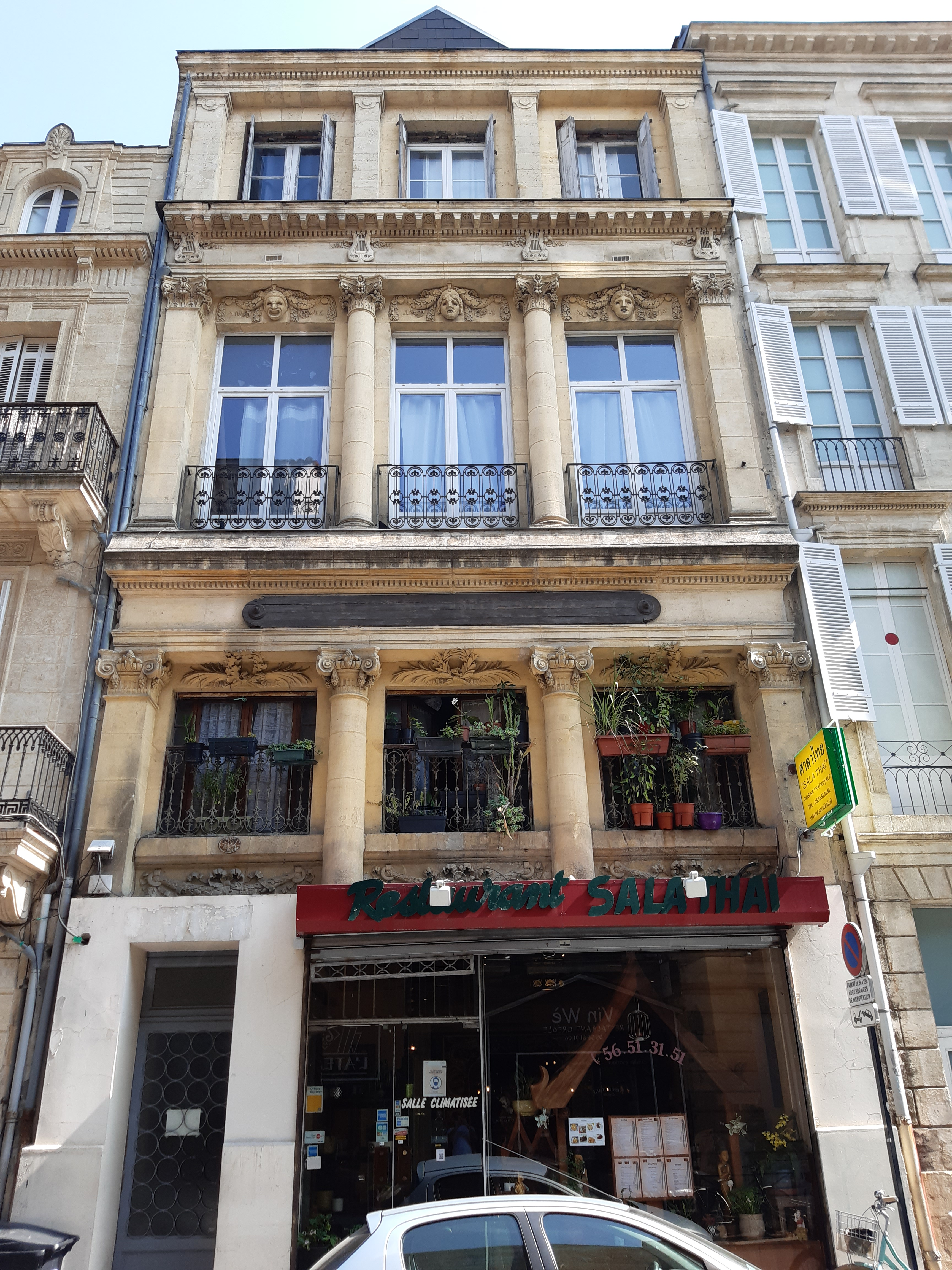
Façade ouest de l'ex-Théâtre des Arts (no 52 rue Saint-Sernin).
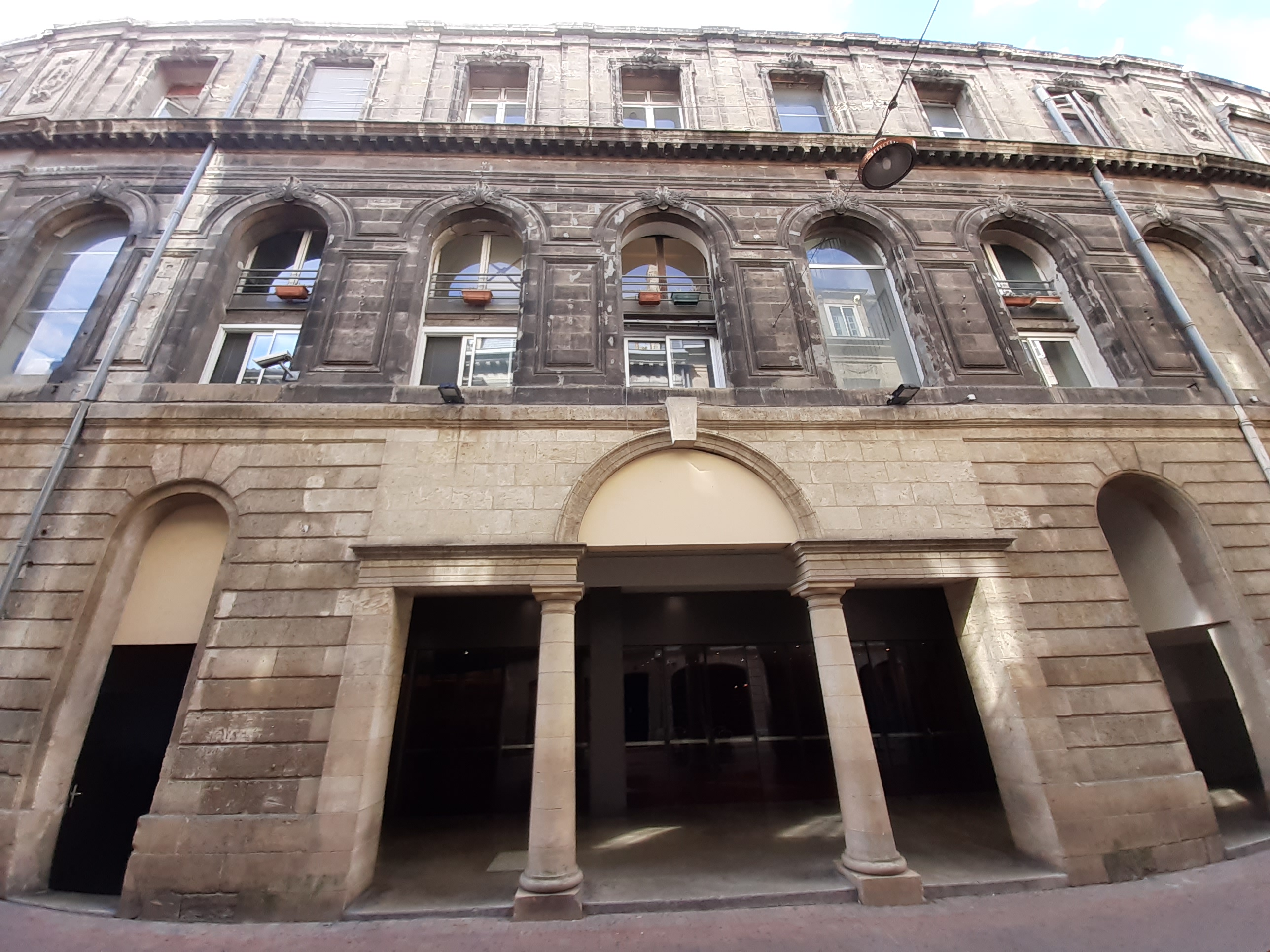
Façade est de l'ex-Théâtre des Arts (no 9 rue Castelnau d'Auros).
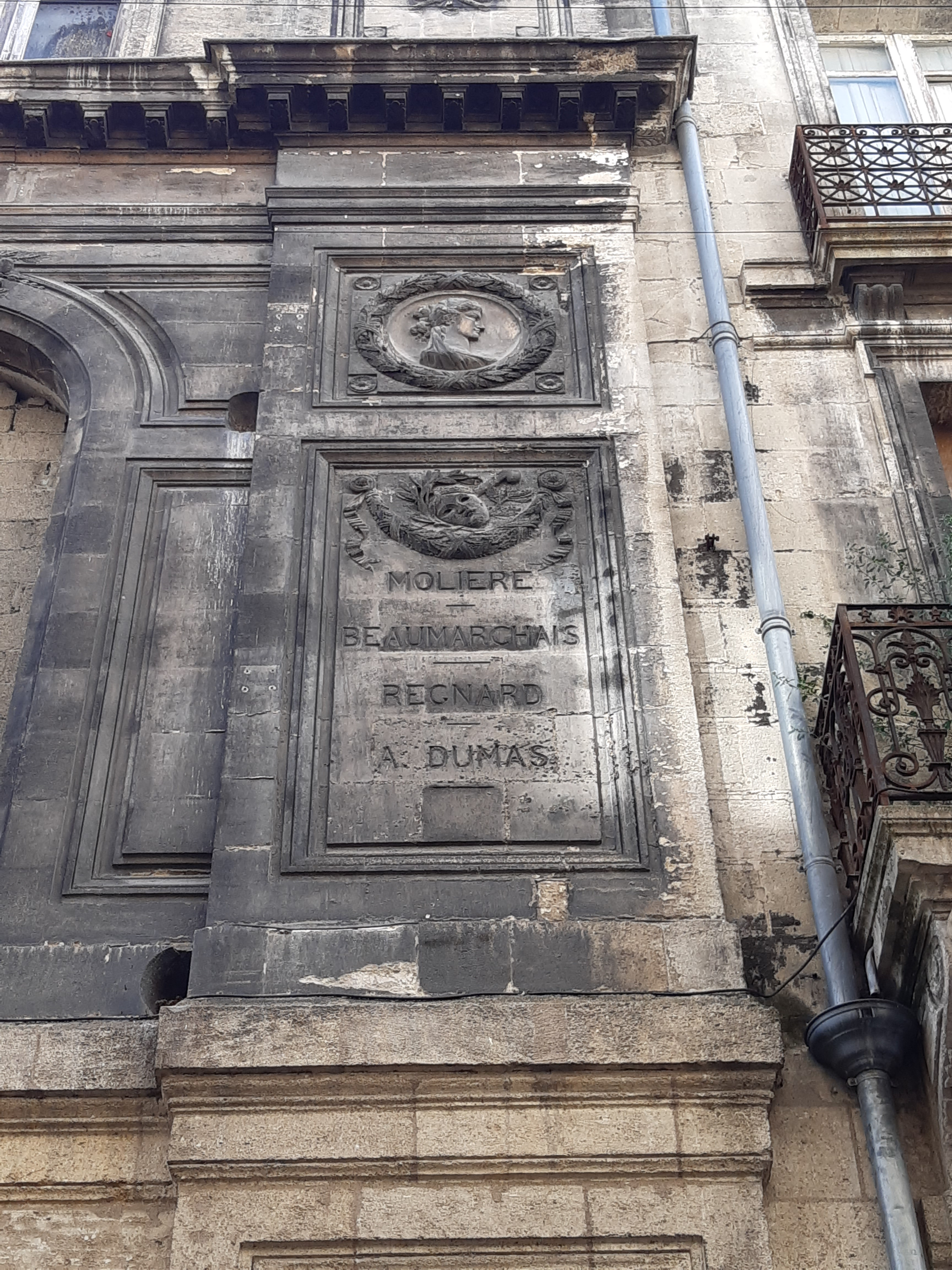
Inscriptions de noms d'artistes sur la façade est.
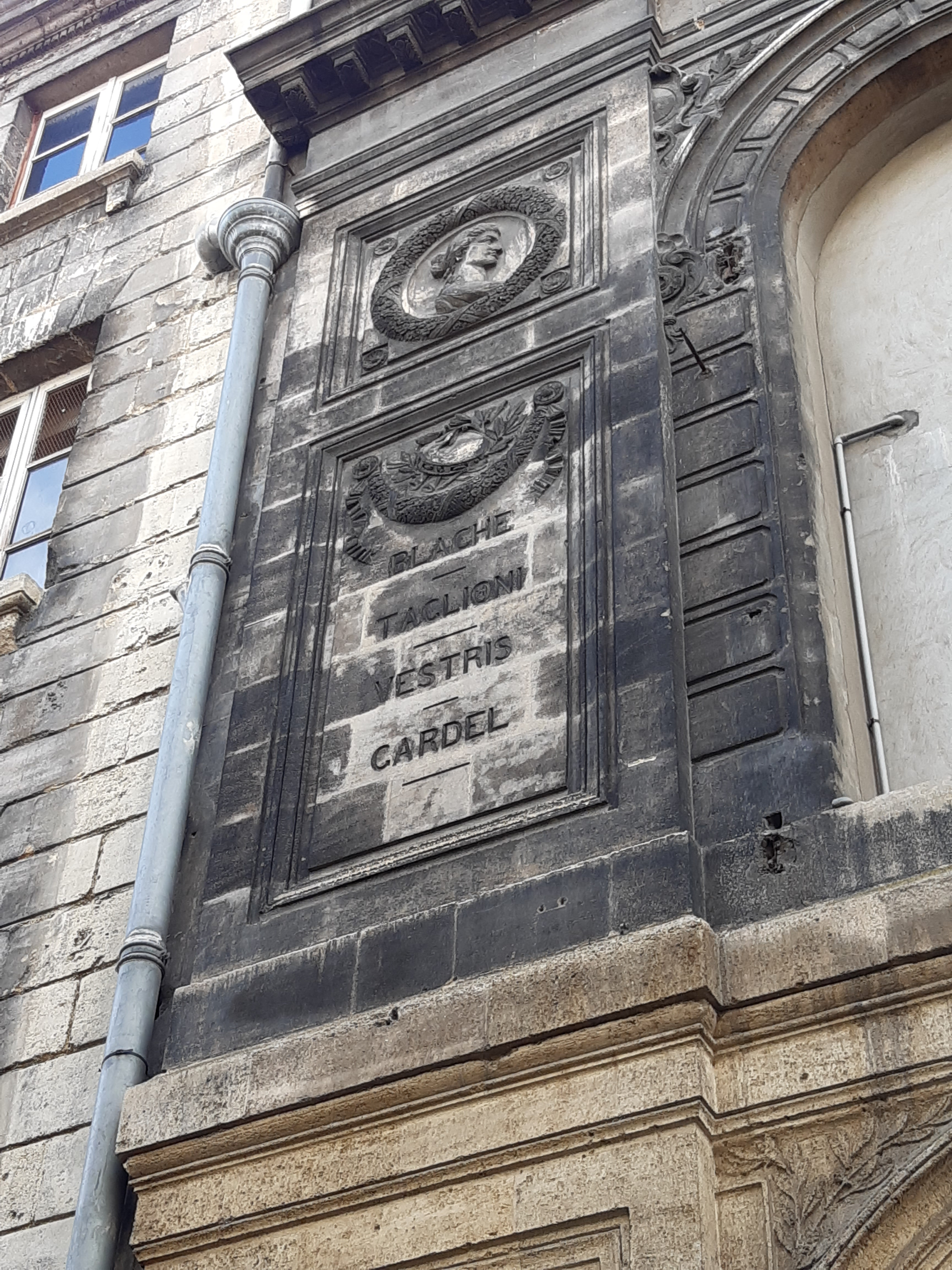
Inscriptions de noms d'artistes sur la façade est.
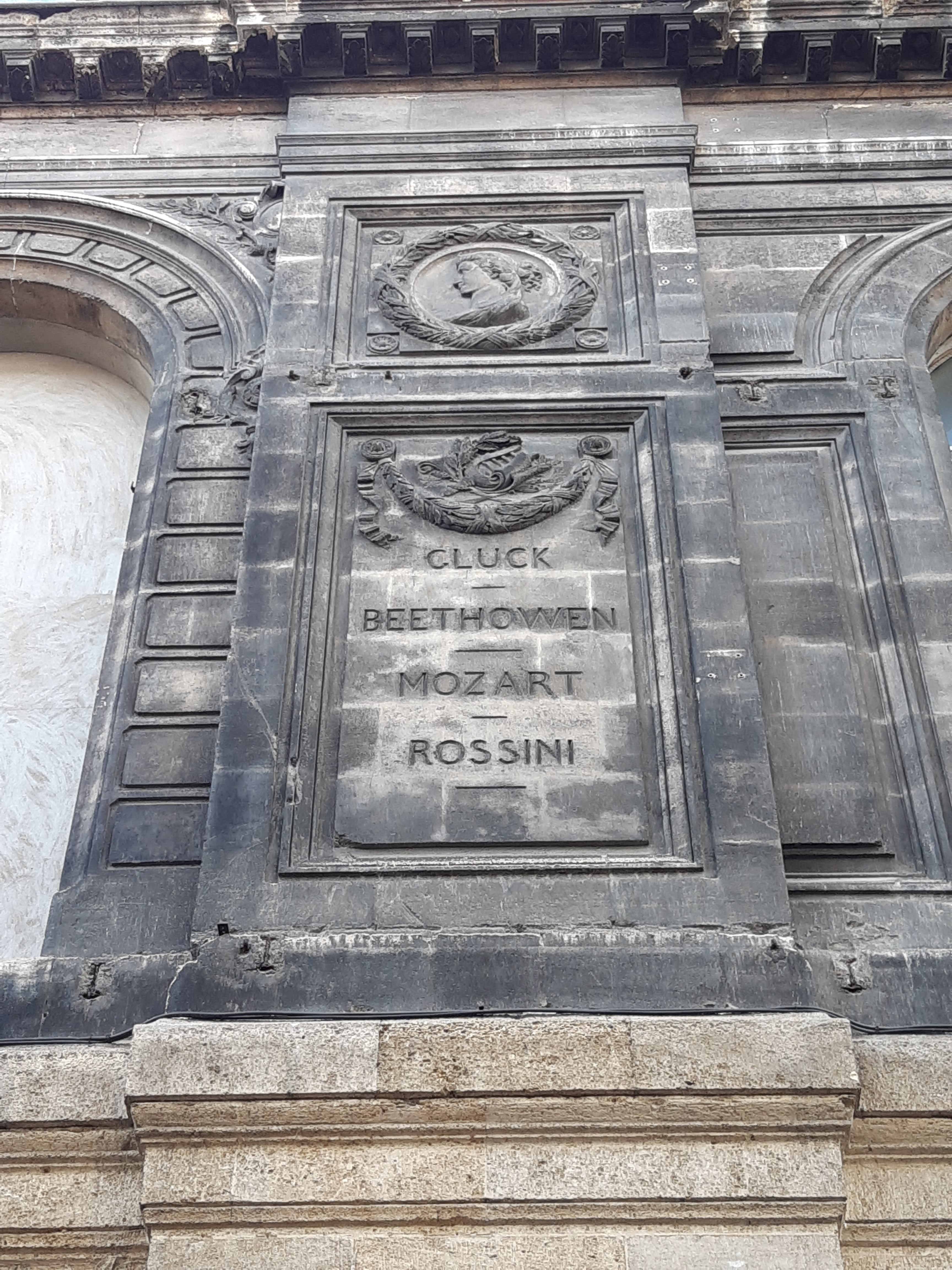
Inscriptions de noms d'artistes sur la façade est.

#### Music-hall Apollo-Théâtre (1907-1932)

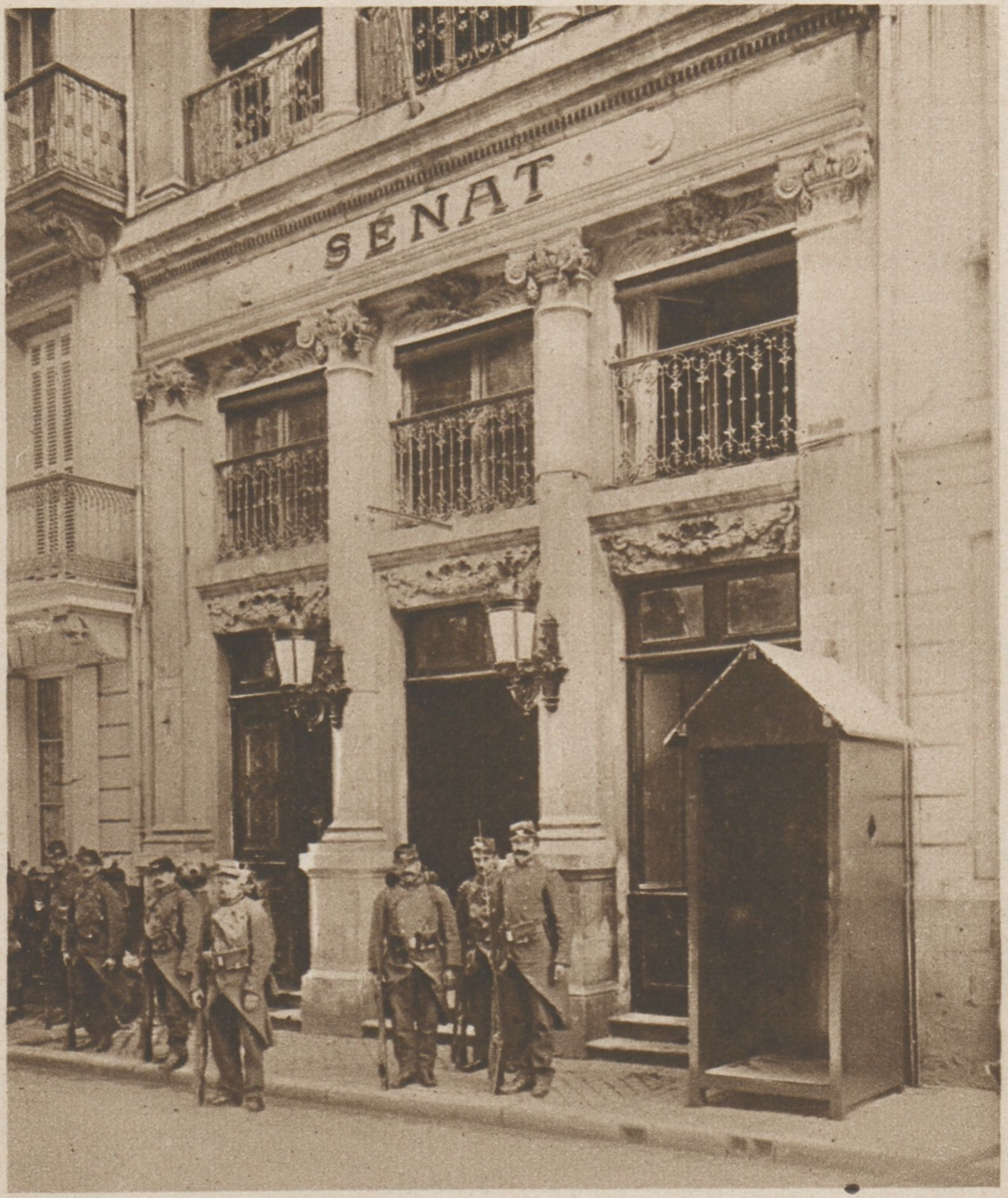
Entrée ouest de l'Apollo-Théâtre en 10/1914 (au no 52 rue Saint-Sernin).

Le théâtre est transformé en music-hall en 1907 et devient l'Apollo-Théâtre. Les artistes de l'époque s'y produisent, notamment Dranem, Esther Lekain, Félix Mayol, Paul Dalbret, Frégoli, Polin, Henri Vilbert et Mistinguett.
Le Sénat s'y réfugie brièvement en septembre 1914, au début de la Première Guerre mondiale, alors que les Allemands menacent Paris,,.
L'établissement change de propriétaire en 1927 et propose des opérettes, des comédies et du music-hall ; notamment Joséphine Baker, Andrée Turcy et Georges Milton.
Photo de l'intérieur de la salle de l'Apollo-Théâtre en 1907.

#### Cinémas Apollo, Rio et Ariel (1932-1997)
Comme bon nombre de music-hall de l'époque, il est transformé en cinéma et devient l'Apollo en 1932. Il sera plusieurs fois rénové et agrandi pour devenir successivement le Rio en 1952 et le multiplexe Ariel (6 salles) en 1972,. Dirigé par Pierre Bénard, l'Ariel deviendra par la suite l'Ariel-UGC et enfin l'actuel UGC Ciné Cité,.
Photo de Sud-Ouest : "Le cinéma Ariel, ici avec Pierre Bénard".

#### Cinéma UGC Ciné Cité et boutique Culinarion (1997-aujourd'hui)
L'entrée de l'actuel UGC Ciné Cité (18 salles, 2 800 places) se situe aujourd'hui aux nos 13-15 rue Georges Bonnac.
La façade du no 20 rue Judaïque est aujourd'hui occupée par le magasin d'équipements de cuisine Culinarion.

### Auxnos36-44

#### Mont Judaïque

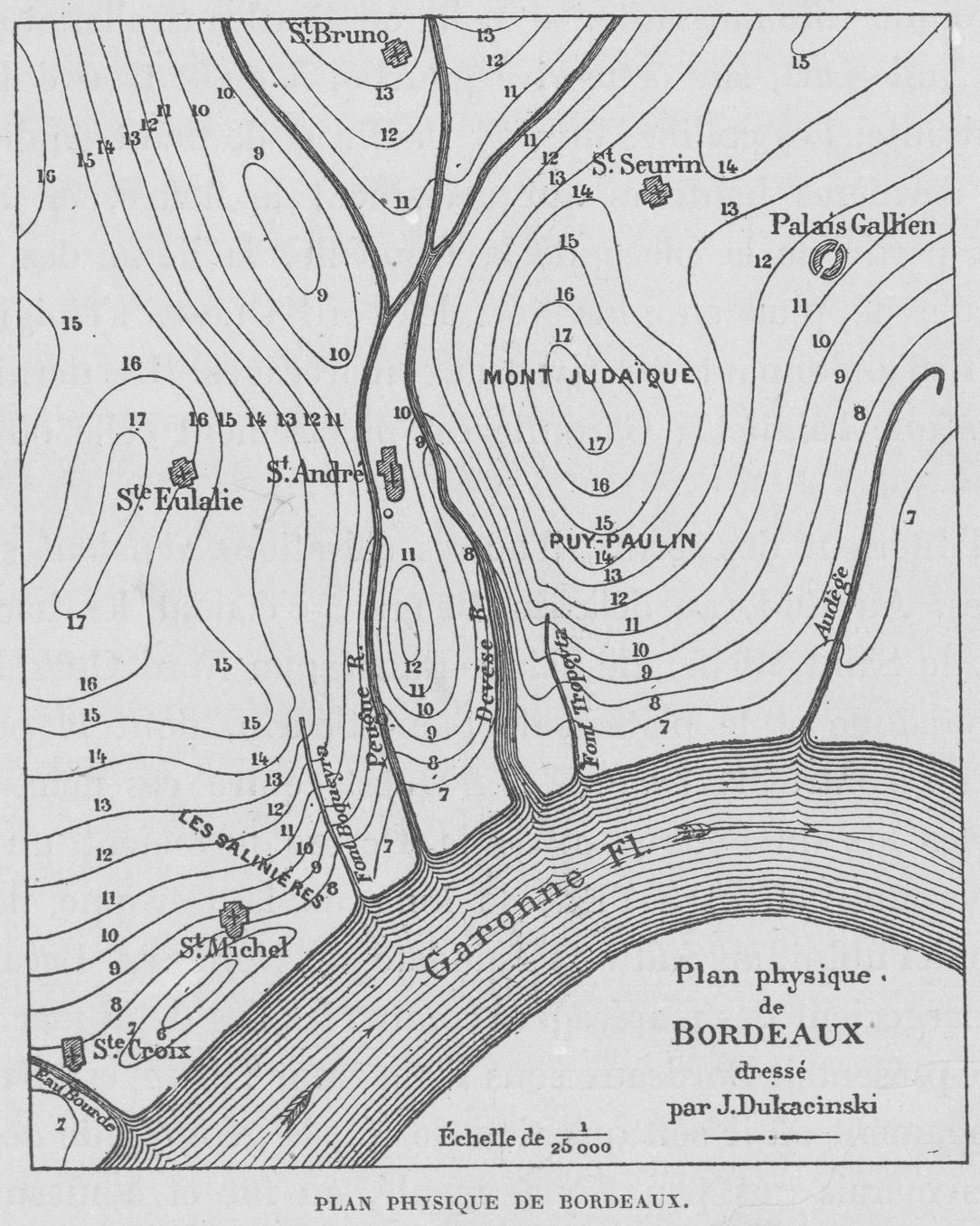
Topographie de Bordeaux à l'époque Gallo-Romaine

Situé sur une terrasse alluviale de graves, cette longue avancée de terre ferme en contact avec la Garonne dominait les marais environnants du haut de ses 18 m : au sud un bassin intérieur marécageux formé par la rivière de la Devèze et ses confluents, et au nord les marais de Bruges et les palus des Chartrons. Ce mont constituait donc, du fait de sa légère surélévation et de son sol sablonneux bien drainé, un terrain sain et salubre, propre à l'implantation des populations. L'archéologie atteste la présence de bâtiments sur le mont Judaïque à partir du VIe siècle av. J.-C..
Le sommet du Mont Judaïque s'élevait sensiblement au niveau des nos 36-44 mais l'urbanisation a depuis largement atténué ce relief qui n'est plus visible.

#### Basilique du forum de Burdigala (Ier-IIIe)
Selon les dernières hypothèses archéologiques de 2009, la basilique du forum de Burdigala s'élevait à cet endroit à partir du Ier siècle.
Son emplacement est devenu célèbre lors de la découverte, en 1594, de trois statues en pied datant de l'antiquité romaine et qui représentaient des membres de la dynastie julio-claudienne. La première est une dédicace à l'empereur Claude ; la deuxième à Drusus III, petit fils de l'empereur Tibère ; et la troisième potentiellement à Antonia Minor, mère de l'empereur Claude (longtemps considérée par le passé comme une statue de Messaline),.
Les statues des deux hommes sont aujourd'hui visibles au Musée d'Aquitaine, mais la statue féminine a malheureusement été perdue. En effet, lorsque les Jurats de Bordeaux décidèrent d'en faire cadeau à Louis XIV en 1686, le bateau qui la transportait sombra dans la Gironde entre Blaye et Le Verdon,.

#### Prieuré de Saint-Martin (VIe-1790)
L'église Saint-Martin est construite pendant l’épiscopat de Léonce II, entre 549 et 563,, sur la partie nord des vestiges de la basilique du forum de Burdigala. C'est à la suite de sa donation en 1077 par le duc d'Aquitaine à l'abbaye de Maillezais, que cette dernière fonde le prieuré Saint-Martin en 1122. Le prieuré sera ensuite concédé aux feuillants de Bordeaux en 1594.
Le prieuré était situé à l'angle sud-est du carrefour des rues Judaïque et du Château d'eau. La rue Judaïque tire son nom du quartier juif qui s'était développé autour de ce prieuré.
À la suite de la Révolution française et du mouvement de nationalisation des biens d'église, la chapelle Saint-Martin est adjugée à l'homme d'affaires Marsiliager le 1er décembre 1790.

### Auno50

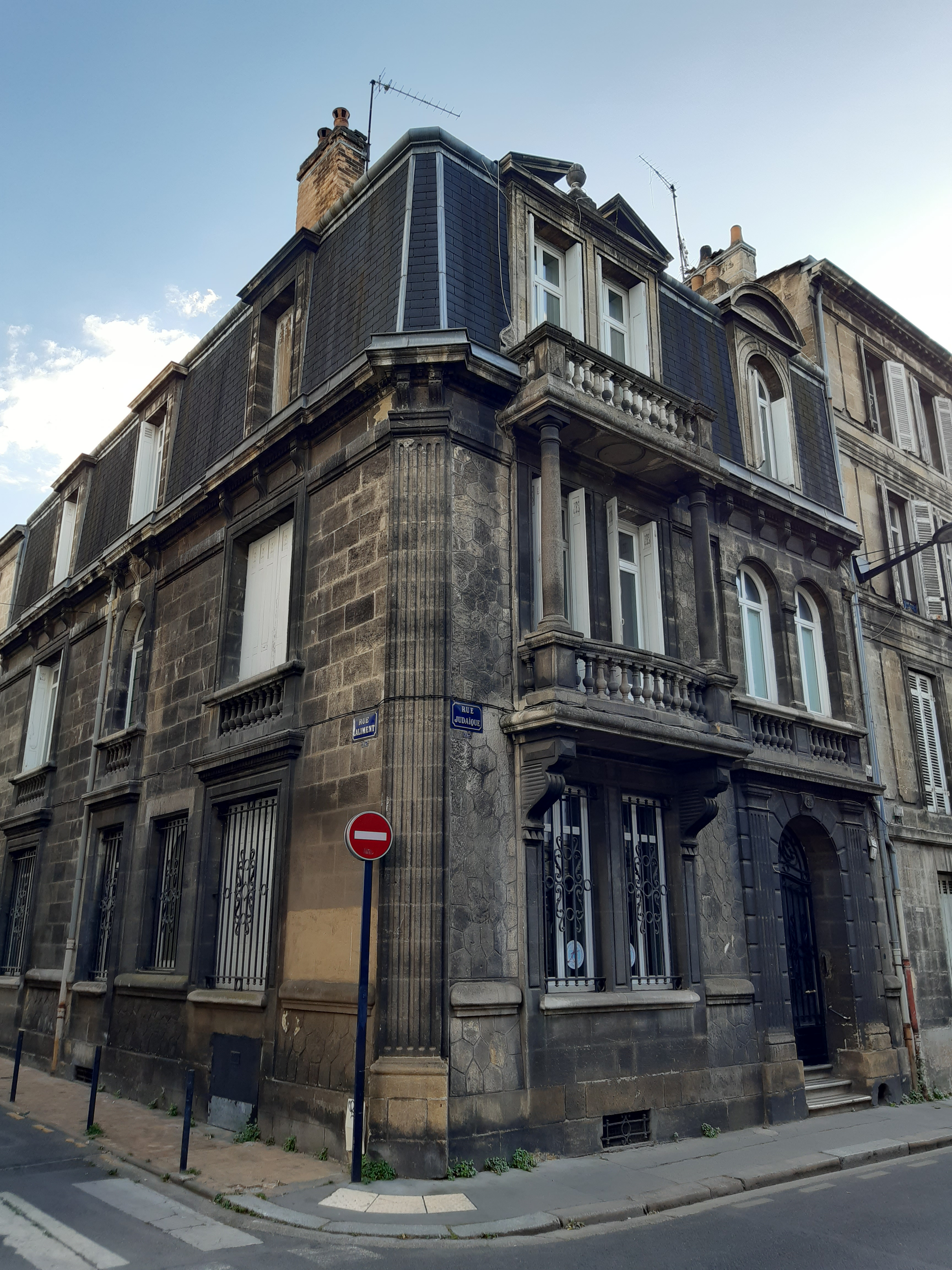
Façade du no 50 rue Judaïque.

L'immeuble est occupé pendant la Seconde Guerre mondiale  par la Propagandastaffel, une section de la propagande allemande qui surveille les publications bordelaises et notamment la presse quotidienne,.

### Aunos62 et 64

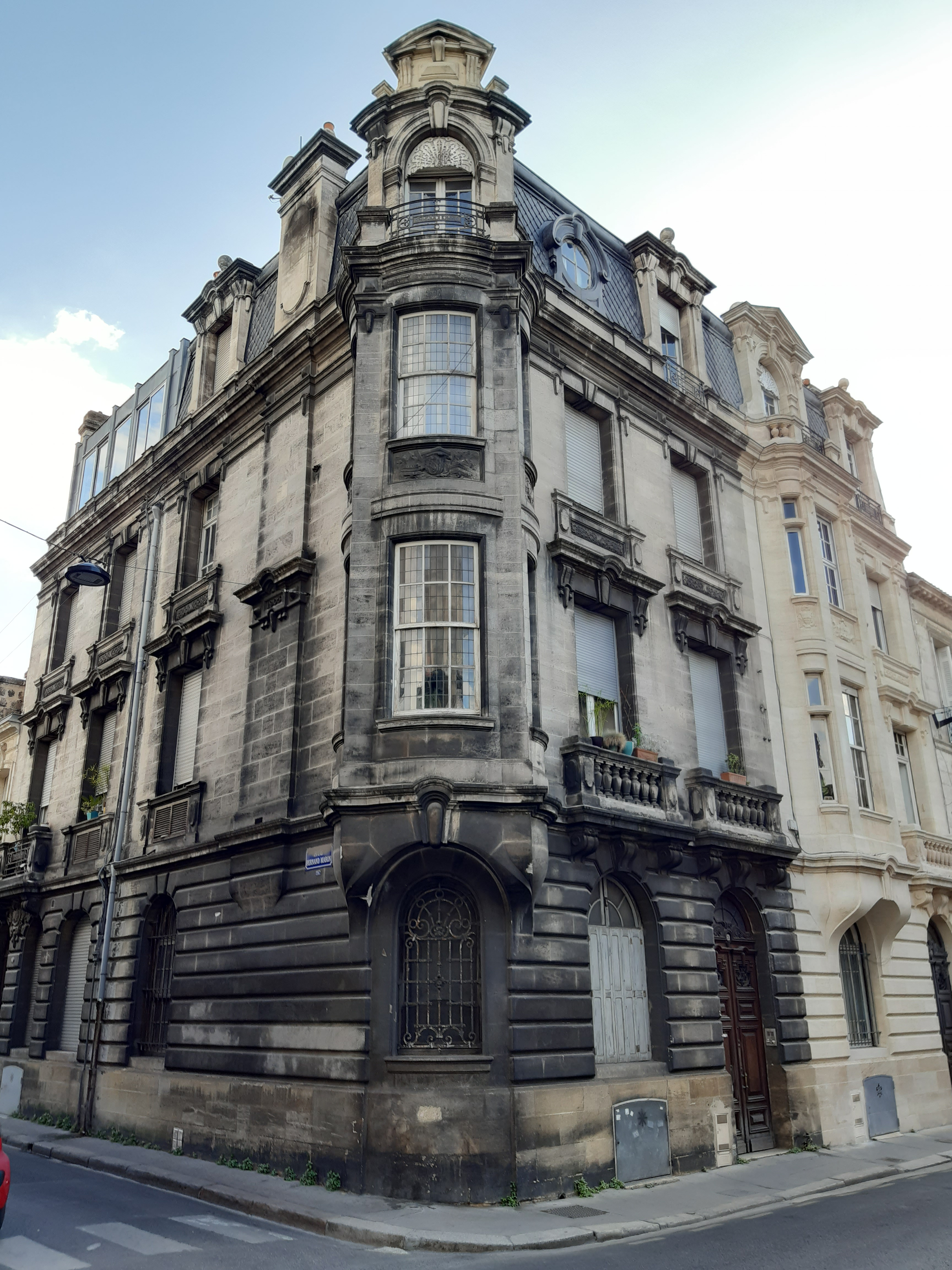
Façade du no 62 rue Judaïque.

Immeuble d'habitation réalisé par l'architecte Eugène Gervais pour son propre usage. Situé au coin de la rue Fernand-Marin. La façade au coin se distingue par ses imposants oriels (ou bow-window) aux 1er et 2e étages.

### Auno80
Le journaliste et homme politique Henri Rochefort a habité à cette adresse à la fin du XIXe siècle.

### Auno88
Immeuble de style Renaissance réalisé en 1888 par l'architecte Daniel Gervais.
L'écrivain Philippe Besson a habité à cette adresse pendant ses études de droit entre 1988 et 1989. Il raconte cette période de sa vie dans son roman Un certain Paul Darrigrand,.

### Auxnos89 et 89bis
Hôtel particulier de style Second Empire.

### Auno91

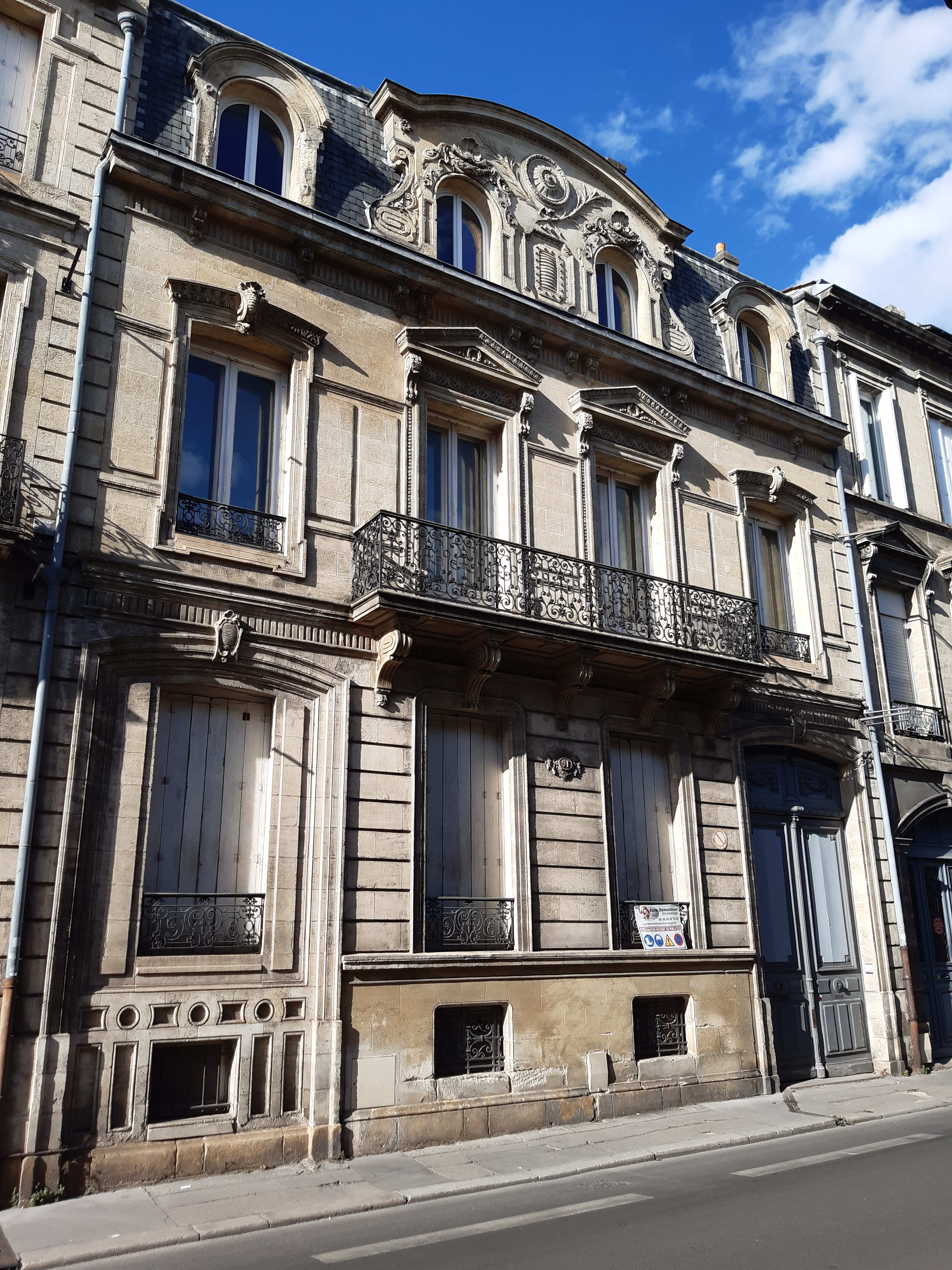
Façade du no 91 rue Judaïque.

Hôtel particulier.

### Auno95

#### Temple maçonnique (1867-1877)
L'immeuble héberge un temple maçonnique où se réunissent six loges du Grand Orient de France : les Chevaliers de la Fraternité, l'Étoile du Progrès (1870-1874), les Francs Chevaliers de Saint-André d'Écosse (1868-1876), les Amis Réunis et la Française d'Aquitaine (1875-1876),. En 1878 les loges déménagent à quelques centaines de mètres de là, dans l'immeuble du 8 rue Ségalier, toujours en activité aujourd'hui.

#### Atelier puis papeterie (1900-?)
À partir de 1900 l'immeuble est successivement occupé par l'atelier de bronzes d’ameublement Gauthier, dont le magasin se trouvait au 12 cours de l'Intendance, puis par la papeterie Soulan.

#### Studios de radio (1972-2013)
Le 1er étage du bâtiment est occupé à partir de 1972 par la station de radio France Inter Bordeaux (FIB). Celle-ci est rejointe le 19 novembre 1983 par la station de radio FR3 Aquitaine Bordeaux qui s'installe au rez-de-chaussée après avoir quitté les locaux de FR3 Aquitaine, rue Ulysse Gayon. Cette dernière acquiert son autonomie en 1984, devenant Radio France Bordeaux Gironde.
Le 4 septembre 2000 les radios locales de Radio France et Radio Bleu fusionnent, donnant naissance à France Bleu Gironde. La radio émettra depuis la rue Judaïque jusqu'à son déménagement le 16 juillet 2013 dans ses nouveaux studios situés rive droite au 91 rue Nuyens,,,.

### Auno97

#### Espace culturel La Laiterie (1846-1855)
En 1846 les actionnaires de la brasserie du chemin de fer de Pessac aménagent dans cette ancienne laiterie une salle de bal et un restaurant. Puis en 1850 Amédée de Carayon-Latour crée dans ces locaux la Société des Amis des Arts de Bordeaux. Celle-ci y organise des expositions annuelles de 1851 à 1855, avant de déménager dans les galeries du jardin public et de revendre le bâtiment au liquoriste Oscar Sieuzac,,,.
Les Salons de la Société des Amis des Arts de Bordeaux, sur le site du Musée des Beaux-Arts de Bordeaux.

#### Distillerie Sieuzac (1855-?)
Le liquoriste Oscar Sieuzac, fils du notaire du même nom, y installe sa distillerie d'absinthe, vermouth et kirsch en 1855,. Il héritera en 1960 de l'affaire du père Kermann, un moine et médecin, détenteur notamment de la Liqueur du Père Kermann.

#### Music-hall Les Bouffes-Bordelais (1895-1914)
Le music-hall Les Bouffes-Bordelais, également nommé Théâtre des Bouffes, est construit en 1895 par Jean-Gustave Bonnard et inauguré le 7 mars 1896. Il est détruit par un incendie dix ans plus tard en 1906. Il rouvre en 1907 et se spécialise dans l'opérette sous la direction de Frantz Caruso.
Les artistes suivants s'y produisent : La Belle Otero, Bourgès, Loïe Fuller, Kam-Hill (en), Eugénie Buffet, Félix Mayol, Frégoli, Florence Duparc, le Chat noir, Mistinguett, Éloi Ouvrard et Madame Ouvrard, Paulus et Paulette Darty.
Avec l'avènement du cinéma, l'établissement accueille dès 1906 des projections du cinématographe. Et de 1910 à 1914, il héberge le temps de la foire le cinéma Gaumont (qui vient tout juste de s'installer au Théâtre de l'Alhambra tout proche), devenant temporairement les Bouffes-Gaumont.
Le bâtiment héberge également l'atelier du peintre décorateur Ernest Betton, qui a réalisé plus tôt avec Vincent-Léopold Thénot les décors de la Biche au bois pour le Grand-Théâtre en 1876 et la décoration du Théâtre de l'Alhambra, tout proche, en 1879.
Photo de la façade des Bouffes Bordelais.

#### Cinéma Palace (1914-1932)
La vague du cinéma emporte le music-hall des Bouffes Bordelais qui est transformé en une salle de 2 800 places. Le Cinéma Palace est inauguré le 5 juin 1914.

#### Cinéma Le Capitole et CNP-Capitole (1932-1977)
Le Cinéma Palace devient Le Capitole en 1932 et sa capacité est réduite à mille places.
Le Capitole accueille le Sénat lors du repli du gouvernement au début de la Seconde Guerre mondiale.
Le ciné-club bordelais est fondé à la Libération par Yvon Lacaze et un groupe d'enseignants.
Le Capitole devient un cinéma d'art et d'essai avec l'inauguration, le 5 décembre 1967, du Cinéma national populaire (CNP) qui durera jusqu'en 1971.
Au début des années 1970, le Capitole accueille le Festival Sigma pour sa section cinéma.
Le cinéma est fermé en 1977 pour des raisons de sécurité et démoli en 1980,.
Photo de Sud-Ouest : façade du cinéma Le Capitole.

### Auno109

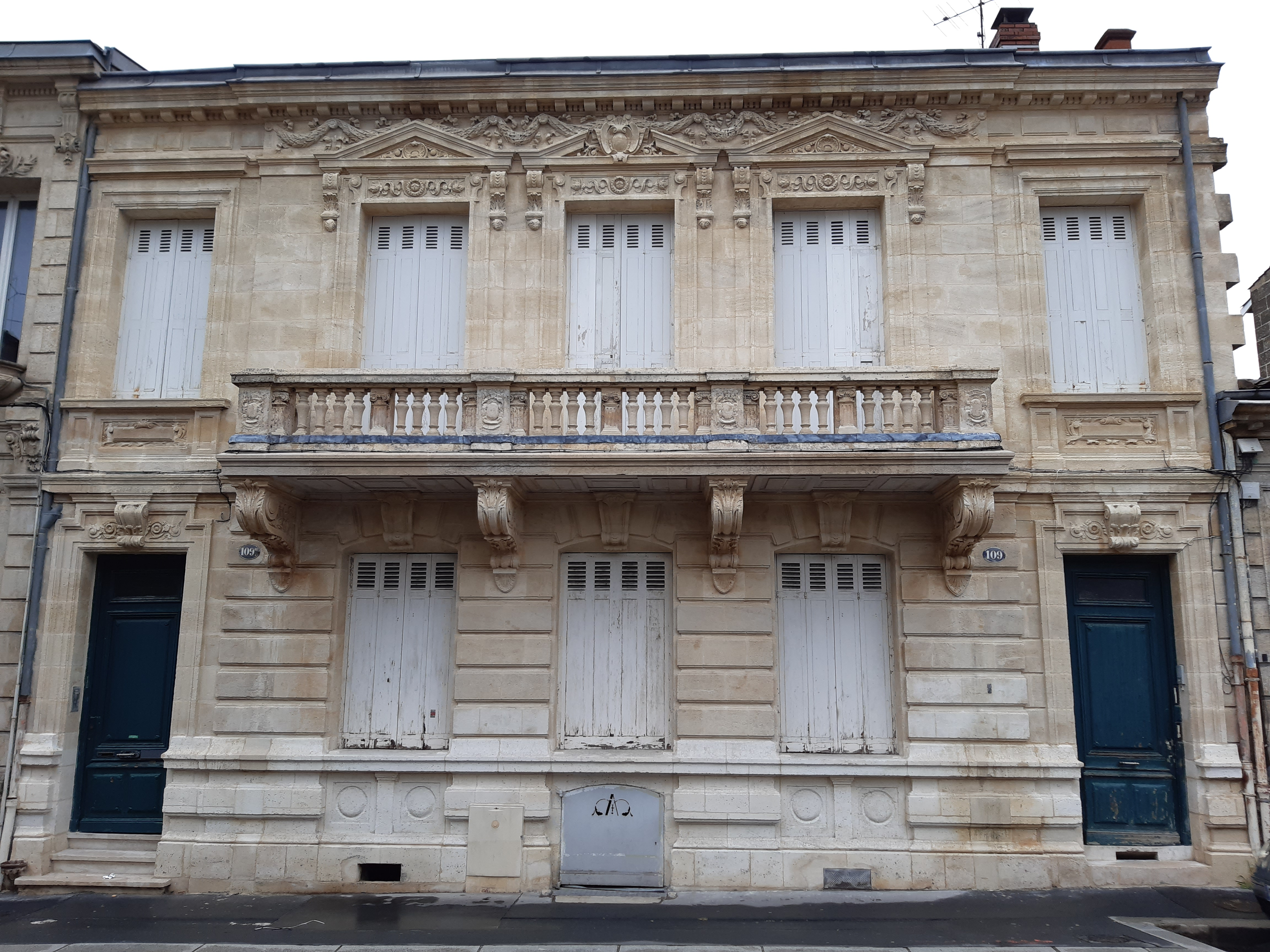
Façade du no 109 rue Judaïque.

Cette maison fut, de 1869 à 1874, l'atelier du photographe Alphonse Terpereau, fondateur de la photographie documentaire en Gironde.

### Auxnos164-166

#### Maison noble de Pont-Long (1775-1795)
À cet emplacement s'élevait initialement la maison noble de Pont-Long. Propriété de la famille Chabrignac, elle était délimitée par les actuelles rues Judaïque, Brizard, Georges-Bonnac et Chauffour et s'étendait sur environ 40 000 m2. Elle fut pendant 20 ans, de 1775 à 1795, la maison de campagne des liquoristes Marie Brizard et Jean-Baptiste Roger, qui la revendront à M. Guiraud,,.

#### Établissements de plaisir Le Moulin à Vent et Plaisance (1795-1864)

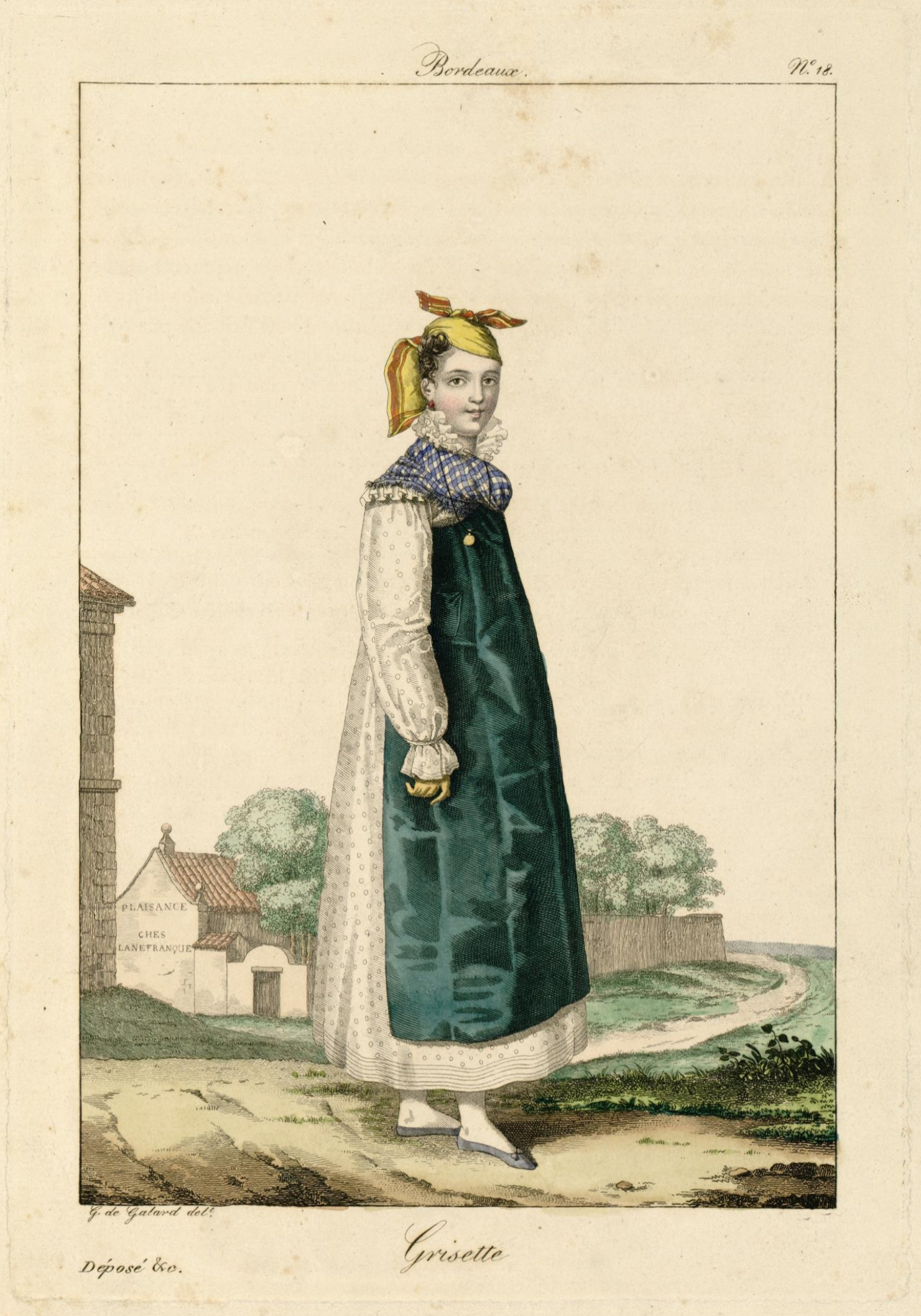
Dessin d'une grisette posant devant l'établissement de Plaisance.

Le Moulin à Vent s'installe à cet emplacement en 1795 et y organise des banquets et des bals.
Puis en 1802, l'entrepreneur Lannefranque - alors gérant de la Maison Tivoli sise au Château Labottière - en prend le contrôle et le rebaptise Plaisance, dit Tivoli. On y trouve des salles de danse, des bosquets, des labyrinthes et un bal public y est organisé tous les dimanches et jours fériés. L'établissement est un succès et accueille les grisettes et les jeunes ouvriers de bon ton.
En 1825 le bail de Lannefranque est résilié et Louis Tugage reprend la gestion de l'établissement.
Léon Colombier rachète la propriété en 1842 et la modernise. Pendant encore 20 ans Plaisance accueillera les fêtes patronales des corporations.
La propriété est vendue à la mairie de Bordeaux le 15 octobre 1864.

#### École d'équitation (1864-1931)

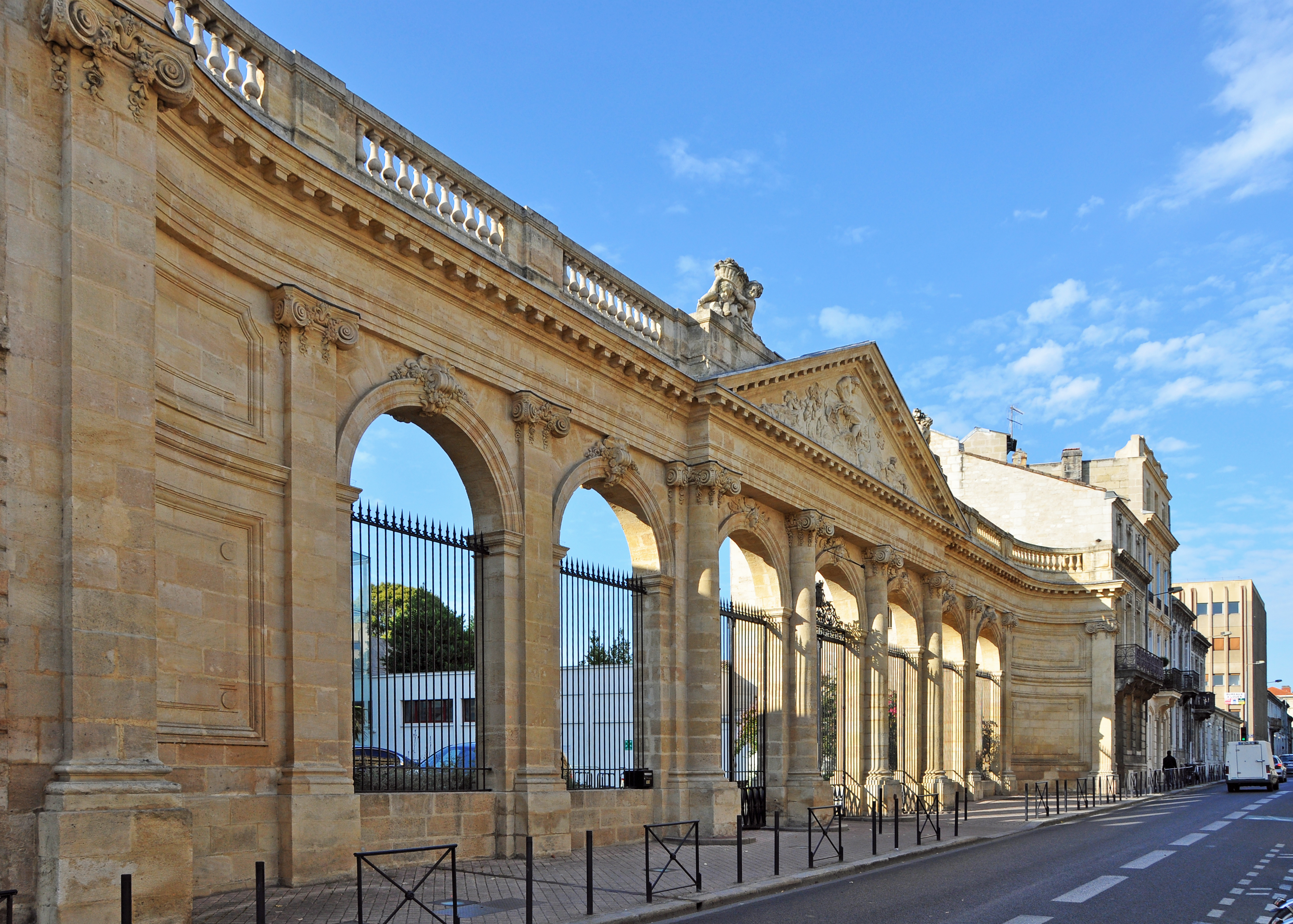
Portique de l'ancienne école d'équitation.

L'école communale d'équitation et de dressage déménage à cet emplacement en 1864, à la suite de la destruction de l'ancien manège qui s'élevait à côté du jardin public. Elle est dirigée par M. Cabanau.
Le majestueux portique que l'on observe aujourd'hui rue Judaïque est issu de cet ancien manège. Il a été commandé par l'intendant Tourny à l'architecte André Portier et construit en 1759 par l'architecte Ange-Jacques Gabriel. Le décor du fronton a été exécuté par le sculpteur Claude Francin et représente le char du soleil.
À la suite de la construction de la rue d'Aviau, le portique fut démonté pierre par pierre et transporté à son emplacement actuel, en 1865, sous la direction de l'architecte de la ville Charles Burguet. Il sera ensuite restauré par Louis Augereau.
Le portique est inscrit aux monuments historique depuis le 19 octobre 1928.

#### Piscine Judaïque Jean Boiteux (1932-aujourd'hui)
En 1932 commence la construction de l'actuelle piscine judaïque Jean Boiteux. Celle-ci est inaugurée le 14 avril 1934 et sera rénovée en 1996. Elle est inscrite au titre des monuments historiques.

### Auno173b

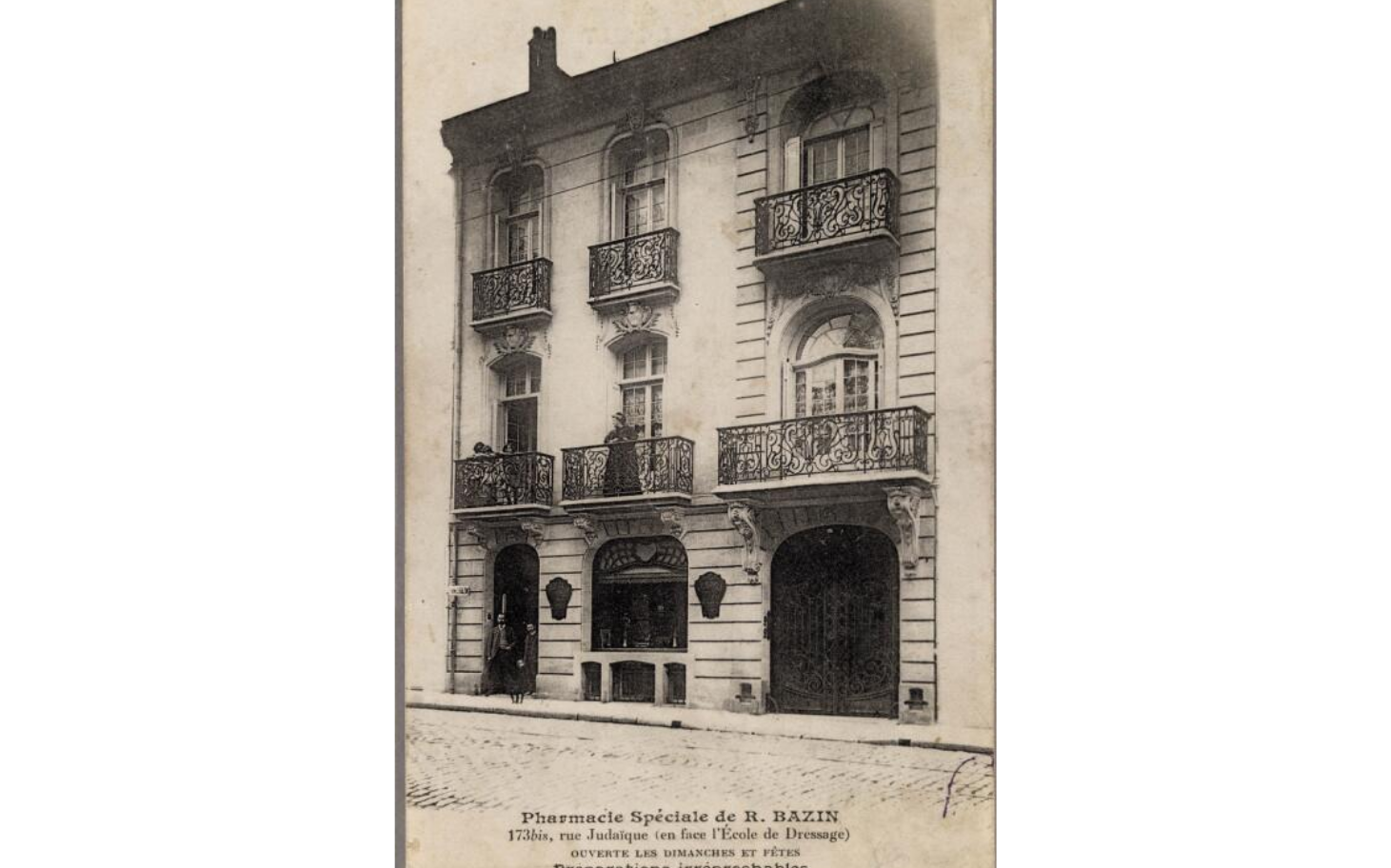
Façade rococo du no 173b au début du XXe siècle.

Immeuble de style néorocaille réalisé par l'architecte Gaston Lafontaine.

### Auno181

#### Château du Diable (1815-1850)
Le Château du Diable tire son nom d'une légende urbaine remontant à la Première Restauration et au passage de troupes anglaises à Bordeaux. Ce petit manoir à deux étages s’élevait sur le domaine du Vivès (ou tènement du Vivey), isolé au milieu des vignes. L'histoire raconte que le propriétaire avait loué le château à une famille anglaise et que, pour le punir d'avoir logé des ennemis de la France, on répandit la rumeur que le château était hanté. Le propriétaire, M. Silly fut alors contraint de vendre. La propriété sera alors transformée en guinguette sous l'Empire, puis vendue en 1837 à un horticulteur, M. Dézarneau, qui cédera à son tour le Château du Diable, ironie du sort, aux Petites Sœurs des pauvres en 1850,,.

#### Ma Maison - Petites Sœurs des pauvres (1850-aujourd'hui)
La congrégation religieuse des Petites Sœurs des pauvres s'installe sur ce site le 10 juin 1850, à l'initiative de l'abbé Lepayeur, avec pour objectif d'y édifier une nouvelle fondation destinée à l'accompagnement des personnes âgées. L'établissement pouvait accueillir jusqu'à 250 résidents à la fin du XIXe siècle, mais cette capacité est aujourd'hui réduite à 84 résidents, en chambre individuelle ou en couples,,.

### Auno193

#### Cimetière protestant de Bordeaux
Créé en 1826, le cimetière de la rue Judaïque vient apporter une solution stable aux besoins d’inhumation des protestants, longtemps perturbés ou empêchés.
Le cimetière abrite les tombes de familles et d’individus protestants qui ont contribué au rayonnement de la communauté réformée et de la ville de Bordeaux : négociants, hommes politiques, militaires, écrivains, artistes, militants et religieux.

### Auno200

#### Établissement de plaisir Vincennes (1809-1951)
À l'emplacement d'un ancien bourdieu, Mme de Marboutin crée en 1809 un restaurant qui deviendra un important établissement de plaisir nommé Vincennes. « On trouvait en 1820 dans l'immeuble, construit par Corcelles, une salle de bal, une arène pour patineurs et des montagnes russes ; en 1825 de grands bals y étaient organisés. ».
En 1825 une partie du terrain est vendue afin de permettre la construction de la première usine à gaz de Bordeaux, ce qui n'empêchera pas la poursuite des activités de l'établissement jusqu'en 1851, date à laquelle le terrain restant sera vendu pour devenir des lotissements.

#### Usine de gaz (1825-1908)
La Compagnie d'éclairage de la ville de Bordeaux par le gaz hydrogène est créée par une ordonnance du roi Louis XVIII le 23 juin 1824. Le terrain sera acquis dans la foulée en 1825 et la première usine sera construite en 1832, à l'emplacement des actuelles caserne de gendarmerie et rue Bouguereau. Cette usine sert à alimenter l'éclairage public de la ville. Elle fut démolie en 1908,,,,.

#### Caserne de la Gendarmerie nationale (1909-aujourd'hui)

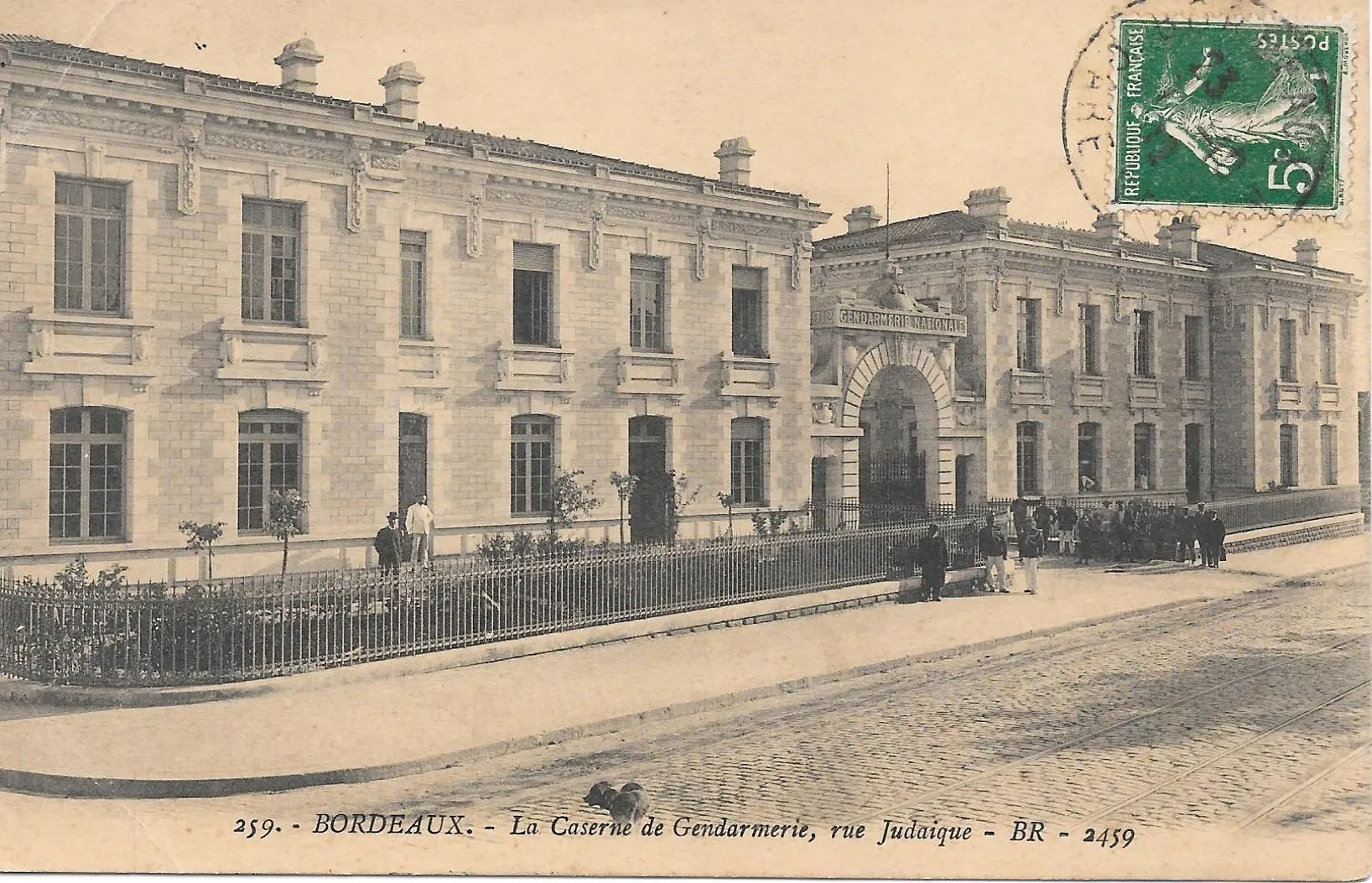
Façade de la gendarmerie au XXe siècle.

La caserne est construite en 1909 par Edmond Gervais. Elle est légèrement en retrait avec un petit jardin donnant sur la rue.

### Auno207
Maison de style néo-Renaissance réalisée en 1888 par l'architecte Daniel Gervais,.

### Auno222

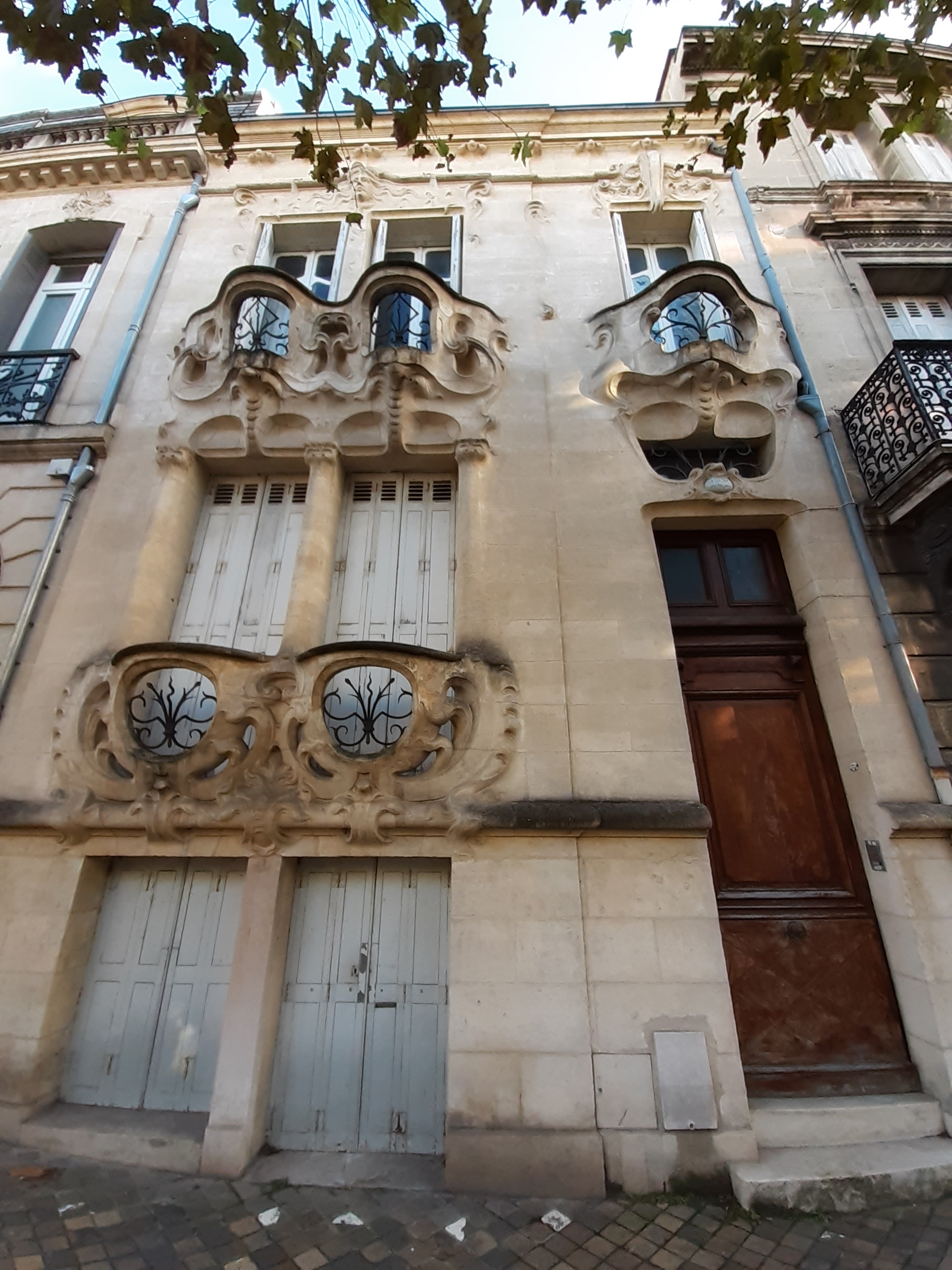
Façade Art Nouveau du no 222 rue Judaïque.

Maison d’inspiration Art nouveau réalisée en 1905 par l'architecte Fernand Benazet et le sculpteur N. Bertrand,.

### Auno290

#### Cinéma Le Luxor (1931-1970)

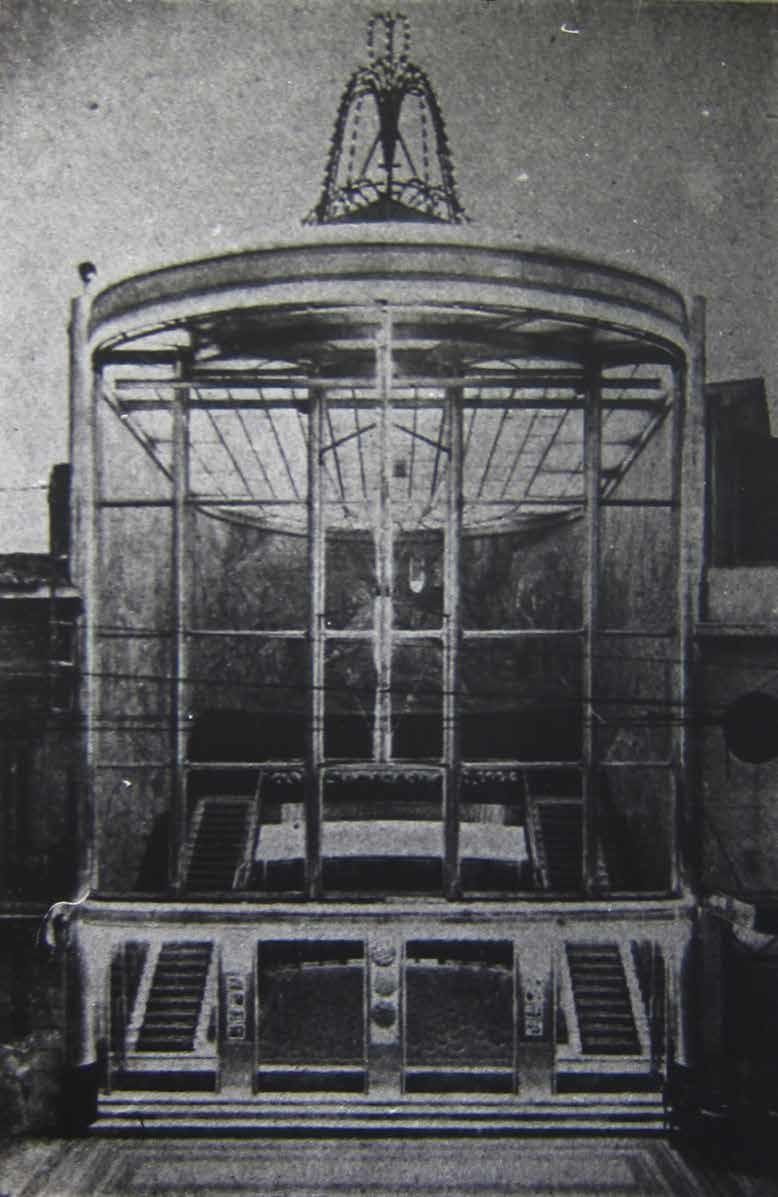
Façade du cinéma Le Luxor.

Le Luxor est un cinéma de 1 100 places construit en 1931 pendant la « guerre des barrières », à une centaine de mètres seulement de son concurrent, le Florida, situé juste de l'autre côté de la barrière Judaïque au no 16 avenue de la République. Son propriétaire, Émile Couzinet, directeur du Casino de Royan et producteur de cinéma, en est également l'architecte,,.
Son architecture moderniste est surprenante avec notamment une imposante façade entièrement vitrée.
Le Luxor ferme en 1970.

### Auno292

#### Salle de concert Le Luxor (1983-1988)
Le Luxor est un bar/club incontournable de la scène rock bordelaise des années 1980,, où se produisent principalement des groupes de punk et de rock alternatif français.
Francis Vidal en assure la programmation de 1985 à 1988, période pendant laquelle le Luxor verra notamment défiler Camera Silens, Los Carayos, Les Thugs, Chihuahua, Les Coronados, Shifters, Parabellum et Les Ignobles.

## Autres rues Judaïque
Il existait jadis une autre rue Judaïque, la rue Judaïque-en-ville ou rue Judaïque (en ville), devenue en 1842 la rue de Cheverus en référence à l'archevêque de Bordeaux du même nom.